# Scooby-Doo

I membri della Mystery Inc nel primo episodio di Scooby-Doo! Dove sei tu?, da sinistra: Daphne, Velma, Shaggy, Fred, e il protagonista Scooby-Doo

Scooby-Doo è un media franchise originato da una serie televisiva animata, Scooby-Doo! Dove sei tu?, prodotta nel 1969 dalla Hanna-Barbera e incentrata sull'omonimo personaggio. L'insieme delle varie serie animate è stato inserito nel Guinness dei primati nell'ottobre del 2004 per essere quella con il maggior numero di episodi mai prodotto, un record detenuto in precedenza da I Simpson, i quali però lo hanno riconquistato nel 2015 superando i cinquecento episodi.

## Cartoni animati

### Produzione e diffusione
Il produttore Fred Silverman, nel 1968, era in cerca di un nuovo progetto di cartone animato dai toni horror da mandare in onda il sabato mattina e si rivolse quindi alla Hanna-Barbera, la quale propose una bozza intitolata The Mysteries Five, incentrata su cinque ragazzi, Geoff, Mike, Kelly, Linda e suo fratello WW e il loro cane Too Much, che facevano parte di una band musicale, "Mysteries Five", che, quando non era impegnata a suonare, si trovava a risolvere intricati misteri soprannaturali. Per la creazione del cartone, William Hanna e Joseph Barbera assunsero nel loro team di disegnatori Joe Ruby, Ken Spears e Iwao Takamoto, il quale ideò graficamente il cane che doveva fungere da mascotte del gruppo: un grosso alano fifone. Ruby e Spears non erano in grado di decidere se Too Much sarebbe stato un grosso cane codardo o uno piccolo esuberante. Quando fu scelto il primo, Ruby e Spears scrissero Too Much as a Great Dane ma rivisitarono il personaggio del cane in un grande cane da pastore (simile al cane da pastore degli Archies, Hot Dog) appena prima della loro presentazione a Silverman, poiché Ruby temeva il personaggio sarebbe troppo simile al personaggio dei fumetti Marmaduke. Silverman ha rifiutato il loro lancio iniziale e, dopo essersi consultato con Barbera sui passaggi successivi, ha ottenuto il permesso di Barbera di andare avanti con Too Much essendo un alano invece che un cane da pastore. Durante la fase di progettazione, il lead character designer Takamoto ha consultato un collega dello studio che era un allevatore di Alani. Dopo aver appreso da lei le caratteristiche di un alano vincitore di premi, Takamoto ha proceduto a infrangere la maggior parte delle regole e ha progettato Too Much con gambe eccessivamente arcuate, doppio mento e schiena inclinata, tra le altre anomalie. Silverman decise poi di cambiare i nomi dei personaggi: Geoff e Mike furono fusi in un unico personaggio chiamato Fred; Kelly fu ribattezzata Daphne; Linda fu chiamata Velma e WW prese il nome di Shaggy e cambiò anche il nome della serie in is Scared?! (Chi ha paura?!) e comprò lo spazio per mandarlo in onda il sabato tra il 1969 e il 1970, ma non piacque alla CBS, che lo riteneva non adatto ai bambini e così lo rifiutarono. Tuttavia, il concetto di base - un gruppo di adolescenti e il loro cane che risolvono misteri legati al soprannaturale - era sempre presente. Silverman chiese a Joe Ruby e Ken Spears (creatori della serie) di renderlo più adatto al pubblico dei bambini e, dopo qualche mese, essi proposero di trasformare il gruppo rock in un'agenzia investigativa, oltre alla nuova versione del cane, che Fred Silverman ribattezzò Scooby-Doo, nome tratto dalle sillabe «doo-be-doo-be-doo» intonate da Frank Sinatra nel finale della canzone Strangers in the Night.
La serie fu rinominata Scooby-Doo! Dove sei tu? e fu riproposta alla CBS, che decise di trasmetterla, facendola esordire il 13 settembre 1969 con l'episodio What A Night For A Knight! e che continuerà per 17 episodi ottenendo una seconda stagione di otto episodi. A questa prima serie ne seguì nel 1972 una seconda, The New Scooby-Doo Movies (1972-1973), nella quale i protagonisti incontrano in ogni episodio una celebrità come Batman, Stanlio e Ollio e Sonny & Cher. Dal 1976 al 1978 fu poi prodotto The Scooby-Doo Show che fu il primo cartone del franchise con ambientazioni esterne agli USA. Dal 1977 al 1978 fu prodotto Le Olimpiadi Della Risata (Scooby's All-Star Laff-a-Lympics) dove Scooby, Shaggy e il cugino del cane Scooby-Dum (introdotto nella serie precedente) gareggiano in tutto il mondo contro squadre composte da altri personaggi della Hanna-Barbera. Nel 1979 esordisce la quarta serie dedicata al personaggio, Scooby-Doo & Scrappy-Doo, nella quale venne introdotto un nuovo personaggio, Scrappy-Doo, nipote coraggioso di Scooby, che fece aumentare gli ascolti. Dal 1980 il format cambia drasticamente eliminando i personaggi di Fred, Daphne e Velma e gli episodi vengono ridotti a cortometraggi di sette minuti presentati all'interno della serie Le allegre avventure di Scooby-Doo e i suoi amici (Scooby-Doo and Scrappy-Doo e di cui 13 episodi spin-off con il titolo Scrappy-Doo and Yabba-Doo, 1980-1982). Daphne ritorna l'anno successivo nella nuova serie The New Scooby and Scrappy-Doo Show (1983-1984) i cui episodi ritornano ad allungarsi anche se divisi in due parti, la maggior parte delle volte slegate, e in cui Fred e Velma faranno delle apparizioni. Nel 1985 esordì una nuova serie, I 13 fantasmi di Scooby-Doo, sempre incentrata sugli stessi personaggi ma con format quasi completamente differente dai precedenti. Il primo episodio di Scooby-Doo fu trasmesso il 13 settembre 1969 (Scooby-Doo, Where Are You!: "What a Night for a Knight") e l'episodio finale (The 13 Ghosts of Scooby-Doo: "Horror-Scope Scoob") fu trasmesso per la prima volta il 7 dicembre 1985, dopo sedici anni di trasmissione continua e tredici stagioni di episodi originali.
Dal 1988 al 1991 venne realizzata una serie animata con la gang in versione pre-adolescenziare, Il cucciolo Scooby-Doo, prodotto per quattro stagioni.
Il revival della serie, dopo il successo del film con attori in carne e ossa e delle repliche televisive, si ebbe con la nuova serie Le nuove avventure di Scooby-Doo (2002-2006) alla quale seguì il reboot Shaggy e Scooby-Doo (2006-2008) che applica cambiamenti radicali alla trama originale con protagonisti i soli Shaggy, Scooby e il loro robot domestico Robi. Nel 2010 è esordita una nuova serie, Scooby-Doo! Mystery Incorporated (2010-2013), completamente slegata dalle precedenti che aggiunge maggiore attenzione alle relazioni tra i personaggi, elementi oscuri e alle sottotrame di sfondo. Nell'ultimo episodio, tuttavia, si vede come tale serie si pone come prequel di quella del 1969. Nel 2015 si aggiunge il reboot Be Cool, Scooby-Doo! che ritorna alla trama originale della prima serie ma questa volta con un tono comico ed una nuova animazione.
Nel 2019, il revival continua con Scooby-Doo and Guess Who?. Quest'ultima serie animata basata sul longevo franchise è un remake di The New Scooby-Doo Movies del 1972 e come tale riprende il medesimo format. Come anticipato dalla conferenza stampa di Boomerang (e successivamente riportato da The Hollywood Reporter, Variety e Deadline Hollywood), in ogni episodio, la gang si troverà faccia a faccia con una celebre icona del mondo fittizio e non. Tra le guest star che aiuteranno la Mystery Inc. a risolvere il mistero di turno ci saranno le cantautrici Sia e Halsey, il cestista NBA Chris Paul, i comici Ricky Gervais e Kenan Thompson, i divulgatori scientifici Bill Nye e Neil deGrasse Tyson, Mark Hamill, Batman (doppiato da Kevin Conroy), Sherlock Holmes, Wonder Woman, Flash e persino l'iconico personaggio di Steve Urkell, protagonista di Otto sotto un tetto, doppiato dal suo attore originale Jaleel White. La serie avrà un tono comico come la precedente, ma questa volta le dinamiche saranno soprattutto influenzate dalla forte comicità che porteranno le celebrità agli episodi. Per la prima volta, inoltre, la serie sarà un'esclusiva, negli Stati Uniti, della piattaforma di streaming online Boomerang Online.
Inizialmente, la serie fu trasmessa sul canale americano CBS (1969-1976), poi passò sul canale ABC (1976-1986, 1988-1991); successivamente, Scooby-Doo è stato diffuso dalla Warner Bros. negli USA e in altri Paesi.

## Trama
Il gruppo di personaggi è formato da un cane alano parlante di nome Scooby-Doo e quattro ragazzi: Fred Jones, Daphne Blake, Velma Dinkley e Shaggy Rogers. Questi cinque personaggi costituiscono la "Misteri e affini" (qualche volta chiamata "Mystery Incorporated", "Gang del Mistero" o "Scooby Gang"), e girano per il mondo in un furgone chiamato "Mystery Machine" a risolvere misteri che solitamente comprendono storie di fantasmi e altre entità soprannaturali. Al termine di ciascun episodio si scopre che queste forze hanno una spiegazione razionale e in genere si tratta di malintenzionati che cercano di spaventare e allontanare la gente per commettere crimini indisturbati. Nel corso della serie si hanno maggiori variazioni sul tema del soprannaturale e sono presenti nuovi personaggi, in aggiunta oppure al posto di personaggi originali.

## Personaggi

### Protagonisti
- Scooby-Doo: È il cane protagonista che dà il nome alla serie, un irrefrenabile golosone, proprio come Shaggy. La sua razza è alano. Durante gli anni, il cane, visto come un'icona, è sempre stato un amico dolce, gentile ed amabile per il resto della gang. Nonostante risulti imbranato, riesce spesso a trovare indizi e a far sorridere gli altri anche nelle situazioni più dure.
- Shaggy Rogers: È il padrone e spesso amico di Scooby-Doo. Adora ingozzarsi di cibo in compagnia dell'amico. È un tipo molto pauroso e piuttosto impacciato, e riesce sempre a trovare il momento e il luogo sbagliato quando si tratta di cercare indizi. Si ficca immancabilmente nei guai ostacolando spesso le investigazioni anche se la sua goffaggine si rivela a volte importante per la soluzione dei casi.
- Fred Jones: È il leader della Misteri Affini ed è lui che guida la "Mystery Machine". Ragazzo energico, deciso e sportivo. In alcune iterazioni del franchise è innamorato di Daphne e fa fatica ad esprimere i suoi sentimenti. Nel corso delle varie serie e dei film, Fred viene scritto con diverse sfaccettature alle volte più o meno approfondite. Nelle prime serie, il suo carattere è serio e disciplinato. La maggior parte delle volte è il più ragionevole e bilanciato del gruppo, impassibile agli eventi apparentemente paranormali che gli si dispiegano davanti. Con il passare degli anni il suo carattere viene ripreso e rimodellato dall'essere più coraggioso a mostrare segni di debolezza o a lasciarsi trasportare dalle emozioni, siano di rabbia, angoscia, amore o paura. Anche il suo equilibrio iniziale viene scavalcato per dare spazio ad atteggiamenti imprudenti, goffi e inconsapevoli di ciò che gli accade intorno.
- Daphne Blake: È una ragazza sempre alla moda dalla folta chioma rossa. Indossa un abito color porpora, collant rosa e scarpe color viola. Agli albori del franchise fu un personaggio criticato per la sua apparente inutilità nelle indagini viste le sue naturali predisposizioni a farsi catturare e quindi a far preoccupare il gruppo. Sempre con la testa un po' fra le nuvole riesce sempre, però, ad empatizzare con gli altri componenti del gruppo e a dare una mano quando serve. Con il passare degli anni, il suo personaggio è stato riscritto numerose volte ed adattato ai tempi per dimostrare l'ingegno, coraggio ed arguzia. In alcune serie, viene persino promossa leader della gang, con l'assenza di Fred e Velma, e si dimostra essere molto perspicace e irremovibile riuscendo a tenere a bada le personalità di Shaggy e Scooby. Intelligente e intuitiva, Daphne inizia a sviluppare, negli anni 2000, doti e qualità atletiche e tecniche che vengono alla luce nei momenti più complicati per riuscire a salvare le indagini. In alcune serie e film è persino un'abile investigatrice professionale o lavora come reporter del mistero, con tenacia e ostinazione. Invece, a partire dalla serie Be Cool, Scooby-Doo!, il suo personaggio viene rivoluzionato tramutandola in una stravagante e bizzarra ragazza con la voglia di scoprire di tutto e senza mai porsi preconcetti. A volte con toni esistenziali, non riuscendo a non sembrare eccentrica agli occhi degli altri, riesce sempre a stravolgere le dinamiche del gruppo per poi ricomporle per risolvere il mistero.
- Velma Dinkley: È una ragazza studiosa, sapientona, geniale e molto intelligente. Porta gli occhiali e si veste sempre con una gonna rossa e un maglione arancione. Spesso è lei a scoprire la soluzione dei misteri. Durante le prime serie, Velma risulta essere un po' saccente e la sua personalità sfacciata e pedante sfocia nella pignoleria per risolvere i casi. A differenza di Fred, trova dei modi meno comprensivi e simpatici per riprendere il gruppo, risultando poco sensibile. Con gli anni, però, viene riscritta con toni più affettuosi, quasi materni e meno rigidi nei confronti del resto della gang. Dopo un periodo di assenza, in alcune serie e film si dimostra come un'abile scienziata della NASA e la sua personalità schiva e timida si inizia a fare sempre più evidente. La si può vedere arrossire, vergognarsi e trovarsi in situazioni di imbarazzo più totale. Questo almeno fino a Scooby-Doo! Mystery Incorporated, dove il suo personaggio viene riportato ai suoi albori di ragazza severa con se stessa e impassibile, a volte da sembrare scorbutica agli altri. Il suo senso dell'ironia spicca nella serie da risultare impertinente e insolente. Però, con la sua sfacciataggine riesce sempre ad essere la più arguta e seria del gruppo e a venire a capo di ogni mistero, soprattutto di quelli più intricati. La sua personalità è la più evoluta nella serie, mostrando che al di là la sua sfrontatezza usata come scudo, vi sono emozioni più forti e contrastanti di quanto si possa pensare. Inoltre, nei film e nelle serie degli ultimi anni, Velma viene fuori come esageratamente insicura al punto di dubitare di se stessa quando i casi sono più intricati del previsto.

### Comprimari
- Scrappy-Doo: È il nipote di Scooby-Doo e di Yabba-Doo molto coraggioso, vivace, testardo e scatenato. È apparso per la prima volta nella serie Scooby-Doo & Scrappy-Doo nel tentativo di salvare gli ascolti. Nonostante fosse stato un successo in un primo momento, per via della sua personalità narcisistica è divenuto uno dei personaggi più odiati in una serie TV, secondo alcuni[11]. Infatti, dopo essere apparso nelle serie Le allegre avventure di Scooby-Doo e i suoi amici, The All-New Scooby and Scrappy-Doo Show e I 13 fantasmi di Scooby-Doo, Scrappy finì addirittura per rimpiazzare personaggi fino ad allora principali, specialmente Velma, Fred e Daphne per via della sua personalità smisurata che eclissava quella degli altri protagonisti. Con l'uscita di scena di Scrappy aumentarono le critiche nei suoi confronti tanto che nel primo film live-action divenne l'antagonista principale, incolpando il suo ego incommensurabile. Inoltre, quest'avversione nei confronti di Scrappy venne mostrata anche nello speciale parodistico televisivo The Scooby-Doo Project e nella prima puntata della serie Scooby-Doo! Mystery Incorporated dove Fred e Daphne si agitano di fronte ad una statua di Scrappy e si ripromettono di non parlare più di lui. Nel 2019 il film Scooby-Doo! e la maledizione del tredicesimo fantasma riprende i contenuti della serie I 13 fantasmi di Scooby-Doo, reintroducendo Flim Flam ma rinnegando Scrappy. Infatti, nel film, Velma sembra non conoscere affatto Scrappy quando Daphne lo nomina. Il personaggio è riapparso nuovamente come antagonista principale nella seconda stagione della serie animata su HBO Max Velma.
- Hex Girls: È un gruppo musicale eco-gotico formato da: Luna (tastiera e voce), Dusk (batteria e voce) e Thorn (chitarra e voce). Fanno la loro prima apparizione in Scooby-Doo e il fantasma della strega, poi appaiono anche in Scooby-Doo e la leggenda del Vampiro, in un episodio di Le nuove avventure di Scooby-Doo, in due episodi di Scooby-Doo! Mystery Incorporated e in un episodio di Scooby-Doo and Guess Who?. Avrebbero anche fatto da co-protagoniste nel film cancellato Scooby-Doo! Haunted High Rise, mentre Thorn appare in un ruolo secondario nella seconda stagione di Velma in versione adulta e con un figlio, ritiratasi dalla band. Dalla loro prima apparizione, la band fittizia delle Hex Girls è diventata un vero e proprio cult non solo tra i fan della serie, ma anche nella collettività goth ed LGBTQ+, rappresentando la nozione di comunità alternative alla norme della società, gli ideali della comunità Wicca e quelli della "potenza femminile". Le tre doppiatrici hanno rivelato di essere interessate a registrare per una potenziale serie spin-off, che per il momento non è ancora stata considerato dalla Warner Bros.[12].
- Blue Falcon e Cane Prodigio: un supereroe dal costume blu, con la forme di un falco e un cane aiutante con arti tecnologici. Nonostante siano i protagonisti della loro serie prodotta da Hanna-Barbera, Blue Falcon e Cane Prodigio sono diventati i supereroi dell'universo di Scooby-Doo già dai primi episodi del loro cartone animato. Infatti la Scooby gang appare in tre episodi della serie per aiutare i supereroi a risolvere dei misteri legati agli arci-nemici del duo. Per di più, in futuro, Blue Falcon e Cane Prodigio appaiono in un episodio della serie Scooby-Doo! Mystery Incorporated e nel film Scooby-Doo e la maschera di Blue Falcon. Inoltre, il figlio di Blue Falcon, insieme all'originale Cane Prodigio, sono i co-protagonisti del film cinematografico Scooby!.
- Batman e Joker: il Cavaliere Oscuro e il suo arcinemico sono apparsi insieme alla gang svariate volte. La prima volta fu in due episodi della serie Speciale Scooby come guest stars e da allora, i personaggi della DC sono diventati parte canonica dell'universo di Scooby-Doo, soprattutto in seguito all'acquisto dei cartoni della Hanna-Barbera da parte della Warner Bros., che al giorno d'oggi detiene i diritti di entrambi i personaggi. La gang si incontra con Batman e Joker anche nella serie Batman: The Brave and the Bold, in Scooby-Doo and Guess Who? e nel film Scooby-Doo! & Batman: Il caso irrisolto. Inoltre, in alcuni di questi episodi appaiono altri personaggi della DC tra i quali il Pinguino, Robin, l'Enigmista, lo Spaventapasseri, Aquaman, Martian Manhunter, Question, Black Canary, Plastic Man, Harley Quinn, Poison Ivy, Catwoman, il Detective Chimp, Clayface, Harvey Bullock, Man-Bat, Flash, Trickster, Wonder Woman e Alfred Pennyworth.
- Vincent Van Ghoul: un vero mago e stregone con una vasta conoscenza sul soprannaturale. Si tratta di una parodia dell'attore Vincent Price da cui viene doppiato in lingua originale nella serie I 13 fantasmi di Scooby-Doo e appare anche nel film Scooby-Doo! e la maledizione del tredicesimo fantasma che funge da sequel. Inoltre, una versione più eccentrica del personaggio appare in alcuni episodi della serie Scooby-Doo! Mystery Incorporated, nel quale Vincent è un rinomato attore di film horror amato da Scooby e Shaggy, e non più un mago.
- Flim Flam: è un ragazzino di strada che imbroglia la gente con i suoi falsi trucchi di magia per racimolare qualche soldo. Fa compagnia alla gang nella loro caccia ai fantasmi nella serie I 13 fantasmi di Scooby-Doo. Riappare anni dopo nel film sequel della serie Scooby-Doo! e la maledizione del tredicesimo fantasma per aiutare la gang nella loro ultima avventura con i fantasmi dello scrigno.
- Scooby-Dum: è il cugino/fratello di Scooby. È di colore grigio, con incisivi sporgenti e indossa un berretto rosso. Goffo e ottuso, accompagna la Mystery Inc. in alcuni episodi della serie The Scooby-Doo Show.
- Yabba-Doo: è il fratello di Scooby-Doo e zio di Scrappy. Un cane bianco con il cappello da cowboy, protagonista insieme a Scrappy e Dusty di 13 degli episodi della terza stagione de Le allegre avventure di Scooby-Doo e i suoi amici.
- Dusty: è un ragazzo giovane e goffo, sceriffo di Tumblewwed, una rustica cittadina del Far West. Insieme a Scrappy e Yabba-Doo, è il protagonista di 13 degli episodi della terza stagione de Le allegre avventure di Scooby-Doo e i suoi amici.
- Weerd e Bogel: fantasmi custodi dello scrigno del demonio. Riescono a condurre la gang allo scrigno e a farglielo aprire e tenta in tutti i modi di ostacolarli nella loro caccia ai fantasmi nella serie I 13 fantasmi di Scooby-Doo.
- Red Herring: il bullo del quartiere che prende in giro la Scooby Gang, personaggio ricorrente nella serie Il cucciolo Scooby-Doo.
- Robi: un robot maggiordomo con qualche bullone fuori posto che aiuta Shaggy e Scooby negli episodi della serie Shaggy e Scooby-Doo, certe volte ostacolandoli senza farlo apposta.
- Dott. Phineus Phibes: arci-nemico di Shaggy e Scooby che vuole conquistare il mondo come solo scopo nella serie Shaggy e Scooby-Doo insieme a suoi agenti scagnozzi e il Dottor Trebla.
- Zio Albert Shaggleford: zio di Shaggy e uno scienziato brillante e miliardario che, dopo la sua scomparsa invita Shaggy e Scooby al suo ricco maniero iper-tecnologico e chiede il loro aiuto per sconfiggere Phineus Phibes nella serie Shaggy e Scooby-Doo.
- La serie Scooby-Doo! Mystery Incorporated si presenta come una serie a sé stante con personaggi ricorrenti tra cui molti antagonisti con retroscena complessi, le rispettive famiglie di protagonisti, alleati e nemici periodici.

## Filmografia

### Serie televisive principali
| N° | Serie TV                                                         | Titolo originale                                                 | Stagioni | Numero episodi | Messa in onda |
| -- | ---------------------------------------------------------------- | ---------------------------------------------------------------- | -------- | -------------- | ------------- |
| 1  | Scooby-Doo! Dove sei tu?                                         | Scooby-Doo - Where Are You!                                      | 2        | 25             | 1969-1970     |
| 2  | Speciale Scooby                                                  | The New Scooby-Doo Movies                                        | 2        | 24             | 1972-1973     |
| 3  | The Scooby-Doo Show                                              | The Scooby-Doo Show                                              | 3        | 40             | 1976-1978     |
| 4  | Scooby-Doo & Scrappy-Doo                                         | Scooby-Doo and Scrappy-Doo                                       | 1        | 16             | 1979-1980     |
| 5  | Le allegre avventure di Scooby-Doo e i suoi amici                | The Richie Rich/Scooby-Doo Show Scooby & Scrappy-Doo/Puppy Hour  | 3        | 99             | 1980-1982     |
| 6  | The New Scooby and Scrappy-Doo Show The New Scooby-Doo Mysteries | The New Scooby and Scrappy-Doo Show The New Scooby-Doo Mysteries | 2        | 52             | 1983-1984     |
| 7  | I 13 fantasmi di Scooby-Doo                                      | The 13 Ghosts of Scooby-Doo                                      | 1        | 13             | 1985          |
| 8  | Il cucciolo Scooby-Doo                                           | A Pup Named Scooby-Doo                                           | 4        | 30             | 1988–1991     |
| 9  | Le nuove avventure di Scooby-Doo                                 | What's New, Scooby-Doo?                                          | 3        | 42             | 2002–2006     |
| 10 | Shaggy e Scooby-Doo                                              | Shaggy & Scooby-Doo Get a Clue!                                  | 2        | 26             | 2006–2008     |
| 11 | Scooby-Doo! Mystery Incorporated                                 | Scooby-Doo! Mystery Incorporated                                 | 2        | 52             | 2010-2013     |
| 12 | Be Cool, Scooby-Doo!                                             | Be Cool, Scooby-Doo!                                             | 2        | 53             | 2015-2017     |
| 13 | Scooby-Doo and Guess Who?                                        | Scooby-Doo and Guess Who?                                        | 2        | 52             | 2019-2021     |

### Serie Spin-Off
| N° | Serie TV | Titolo originale                   | Stagioni | Numero episodi | Messa in onda |
| -- | -------- | ---------------------------------- | -------- | -------------- | ------------- |
| 1  | Inedito  | Velma                              | 2        | 21             | 2023-2024     |
| 2  | Inedito  | Scooby-Doo! The Live-Action Series | 1        | 8              | Inedito       |
| 3  | Inedito  | Go-Go Mystery Machine              | 1        | Inedito        | Inedito       |

In seguito all'unione di Warner Bros. e Discovery e a varie cancellazione, la casa di produzione ha deciso di esplorare con il franchise contenuti diversi dal solito, indirizzati ad un pubblico diverso e creando serie che si allontano dai canoni tipici che da sempre lo hanno caratterizzato.

#### Velma
Velma si tratta della prima serie d'animazione indirizzata esclusivamente ad un pubblico adulto. La serie è stata proposta direttamente in streaming sulla piattaforma Max seguendo la scia di un'altra serie per adulti, Harley Quinn, ed è composta da 2 stagioni ed uno speciale di Halloween.

#### Scooby-Doo! The Live-Action Series
Si tratta della prima serie del franchise interamente interpretata in live-action in chiave drammatica. Dopo varie trattative con i servizi di streaming, la piattaforma streaming Netflix si è aggiudicata i diritti della serie, prodotta da Warner Bros. e la Belanti Production, casa di produzione di Greg Berlanti che ha già sfornato gli adattamenti dei personaggi dei fumetti di Archie Comics in Riverdale, Le terrificanti avventure di Sabrina e la serie You. Oltre a lo stesso Greg Berlanti in vesti di produttore, Sarah Schechter, Leigh London Redman, André Nemec e Jeff Pinkner saranno produttori esecutivi, affiancati da Josh Appelbaum e Scott Rosenberg, i quali si occuperano anche della sceneggiatura. Jonathan Gabay e Adrienne Erickson serviranno da co-produttori esecutivi. Netflix ha annunciato ufficialmente con un post su X la produzione della serie il 26 marzo 2025, insieme al copione del primo episodio e alla trama della serie: “Durante la loro ultima estate al campo estivo Ruby-Spears, gli amici di vecchia data Shaggy e Daphne si trovano coinvolti in un mistero inquietante riguardante un cucciolo di alano solitario, che potrebbe essere l’unico testimone di un omicidio soprannaturale. Si uniscono a loro Velma, una ragazza del luogo molto pragmatica, e Freddy, il nuovo ragazzo strano ma indubbiamente affascinante, per risolvere il caso, mentre i loro segreti più profondi rischiano di uscire allo scoperto.” 

#### Go-Go Mystery Machine
La serie spin-off Go-Go Mystery Machine è stata annunciata dalla Warner Bros. al festival dell’animazione di Annecy il 12 giugno.  Dopo il recente annuncio sulla serie in live-action per Netflix, questa volta, Scooby e Shaggy verranno rivisitati in versione anime giapponese. Secondo la trama: "Mentre visitano il Giappone per una grande avventura gastronomica, Shaggy e Scooby-Doo liberano involontariamente centinaia di mostri mitologici dispettosi che iniziando a causare problemi in tutto il Paese. Scooby si rivolge a suo zio, Daisuke-Doo, alla sua amica magica Etsuko e al prodigio della tecnologia Toshiro per risolvere il mistero e catturare i mostri”. La serie è in fase di produzione e segue la promessa della Warner Bros. di visitare il mondo dell’animazione nipponica come previsto con l’arrivo della serie Suicide Squad Isaki, quest’ultima prodotta dalla divisione giapponese della Warner Bros. Secondo Variety, la serie verrà prodotta per Cartoon Network, e la presenza di Daphne, Fred e Velma anche in ruoli minori non è stata confermata.

### Serie Crossover
| N° | Serie TV                 | Titolo originale | Stagioni | Numero episodi | Messa in onda |
| -- | ------------------------ | ---------------- | -------- | -------------- | ------------- |
| 1  | L'olimpiade della risata | Laff-a-Lympics   | 2        | 24             | 1977-1978     |

### Serie cancellate

#### Scooby-Doo! and The Mystery Pups
Scooby-Doo! And The Mystery Pups era una serie televisiva per bambini di età pre-scolare prevista per il 2024, pensata per essere trasmessa su Cartoonito e su HBO Max. A marzo 2023, è stata annunciata la cancellazione della serie.

### Film d'animazione direct-to-video
| N° | Film d'animazione                                             | Titolo originale                                                  | Data d'uscita originale | Data d'uscita italiana | Note |
| -- | ------------------------------------------------------------- | ----------------------------------------------------------------- | ----------------------- | ---------------------- | --- |
| 1  | Scooby-Doo e l'isola degli zombie                             | Scooby-Doo! on Zombie Island                                      | 22 settembre 1998       | 6 marzo 2002           | Prodotti dalla Mook Animation, casa d'animazione giapponese che presenta la gang in uno stile inedito più maturo, con nuovi costumi, personalità più evolute e toni più cupi. I primi film vennero animati a mano, emulando lo stile d'animazione degli anime nipponici, mentre il quarto film introdusse l'animazione in digitale. |
| 2  | Scooby-Doo e il fantasma della strega                         | Scooby-Doo! and the Witch's Ghost                                 | 5 ottobre 1999          | 2002                   | Prodotti dalla Mook Animation, casa d'animazione giapponese che presenta la gang in uno stile inedito più maturo, con nuovi costumi, personalità più evolute e toni più cupi. I primi film vennero animati a mano, emulando lo stile d'animazione degli anime nipponici, mentre il quarto film introdusse l'animazione in digitale. |
| 3  | Scooby-Doo e gli invasori alieni                              | Scooby-Doo! and the Alien Invaders                                | 3 ottobre 2000          | 23 maggio 2001         | Prodotti dalla Mook Animation, casa d'animazione giapponese che presenta la gang in uno stile inedito più maturo, con nuovi costumi, personalità più evolute e toni più cupi. I primi film vennero animati a mano, emulando lo stile d'animazione degli anime nipponici, mentre il quarto film introdusse l'animazione in digitale. |
| 4  | Scooby-Doo e il viaggio nel tempo                             | Scooby-Doo! and the Cyber Chase                                   | 9 ottobre 2001          | 22 maggio 2002         | Prodotti dalla Mook Animation, casa d'animazione giapponese che presenta la gang in uno stile inedito più maturo, con nuovi costumi, personalità più evolute e toni più cupi. I primi film vennero animati a mano, emulando lo stile d'animazione degli anime nipponici, mentre il quarto film introdusse l'animazione in digitale. |
| 5  | Scooby-Doo e la leggenda del vampiro                          | Scooby-Doo! and the Legend of the Vampire                         | 4 marzo 2003            | 22 ottobre 2003        | Entrambi animati in modo differente tra di loro ma presentando toni più leggeri e un'animazione più chiara e piatta rispetto ai film precedenti. La gang si ripresenta nei suoi costumi classici e riprende la trama in stile classico del franchise.                                                                               |
| 6  | Scooby-Doo e il terrore del Messico                           | Scooby-Doo! and the Monster of Mexico                             | 30 settembre 2003       | 5 novembre 2004        | Entrambi animati in modo differente tra di loro ma presentando toni più leggeri e un'animazione più chiara e piatta rispetto ai film precedenti. La gang si ripresenta nei suoi costumi classici e riprende la trama in stile classico del franchise.                                                                               |
| 7  | Scooby-Doo e il mostro di Loch Ness                           | Scooby-Doo! and the Loch Ness Monster                             | 22 giugno 2004          | 5 ottobre 2004         | Set di film presentati parallelamente e con lo stesso stile della serie animata "Le nuove avventure di Scooby-Doo". I primi tre film sono doppiati in italiano con un cast milanese, poi aggiornato con i doppiatori della serie da cui i film prendono spunto, i quali doppieranno i personaggi per i prossimi venti anni.         |
| 8  | Aloha, Scooby-Doo!                                            | Aloha, Scooby-Doo!                                                | 8 febbraio 2005         | 19 luglio 2005         | Set di film presentati parallelamente e con lo stesso stile della serie animata "Le nuove avventure di Scooby-Doo". I primi tre film sono doppiati in italiano con un cast milanese, poi aggiornato con i doppiatori della serie da cui i film prendono spunto, i quali doppieranno i personaggi per i prossimi venti anni.         |
| 9  | Scooby-Doo e la mummia maledetta                              | Scooby-Doo! in Where's My Mummy?                                  | 13 maggio 2005          | 21 marzo 2006          | Set di film presentati parallelamente e con lo stesso stile della serie animata "Le nuove avventure di Scooby-Doo". I primi tre film sono doppiati in italiano con un cast milanese, poi aggiornato con i doppiatori della serie da cui i film prendono spunto, i quali doppieranno i personaggi per i prossimi venti anni.         |
| 10 | Scooby-Doo e i pirati dei Caraibi                             | Scooby-Doo! Pirates Ahoy!                                         | 19 settembre 2006       | 5 dicembre 2006        | Set di film presentati parallelamente e con lo stesso stile della serie animata "Le nuove avventure di Scooby-Doo". I primi tre film sono doppiati in italiano con un cast milanese, poi aggiornato con i doppiatori della serie da cui i film prendono spunto, i quali doppieranno i personaggi per i prossimi venti anni.         |
| 11 | Stai fresco, Scooby-Doo!                                      | Chill Out, Scooby-Doo!                                            | 4 settembre 2007        | 25 settembre 2007      | Set di film presentati parallelamente e con lo stesso stile della serie animata "Le nuove avventure di Scooby-Doo". I primi tre film sono doppiati in italiano con un cast milanese, poi aggiornato con i doppiatori della serie da cui i film prendono spunto, i quali doppieranno i personaggi per i prossimi venti anni.         |
| 12 | Scooby-Doo e il re dei Goblin                                 | Scooby-Doo! and the Goblin King                                   | 23 settembre 2008       | 21 ottobre 2008        | Set di film presentati parallelamente e con lo stesso stile della serie animata "Le nuove avventure di Scooby-Doo". I primi tre film sono doppiati in italiano con un cast milanese, poi aggiornato con i doppiatori della serie da cui i film prendono spunto, i quali doppieranno i personaggi per i prossimi venti anni.         |
| 13 | Scooby-Doo e la spada del Samurai                             | Scooby-Doo! and the Samurai Sword                                 | 7 aprile 2009           | 19 maggio 2009         | Set di film presentati parallelamente e con lo stesso stile della serie animata "Le nuove avventure di Scooby-Doo". I primi tre film sono doppiati in italiano con un cast milanese, poi aggiornato con i doppiatori della serie da cui i film prendono spunto, i quali doppieranno i personaggi per i prossimi venti anni.         |
| 14 | Scooby-Doo Abracadabradoo                                     | Scooby-Doo! Abracadabra-Doo                                       | 16 febbraio 2010        | 24 maggio 2010         | Set di film con un'animazione moderna e semplicizzata che riprende i costumi e lo stile classico del franchise, introducendo formule di crossover tra altri franchise e, alcune volte, stravolgendo la trama. |
| 15 | Scooby-Doo! Paura al campo estivo                             | Scooby-Doo! Camp Scare                                            | 14 settembre 2010       | 19 ottobre 2010        | Set di film con un'animazione moderna e semplicizzata che riprende i costumi e lo stile classico del franchise, introducendo formule di crossover tra altri franchise e, alcune volte, stravolgendo la trama. |
| 16 | Scooby-Doo! La leggenda del Fantosauro                        | Scooby-Doo! Legend of the Phantosaur                              | 6 settembre 2011        | 19 ottobre 2011        | Set di film con un'animazione moderna e semplicizzata che riprende i costumi e lo stile classico del franchise, introducendo formule di crossover tra altri franchise e, alcune volte, stravolgendo la trama. |
| 17 | Scooby-Doo! e il Festival dei vampiri                         | Scooby-Doo! Music of the Vampire                                  | 13 marzo 2012           | 15 aprile 2016 (TV)    | Set di film con un'animazione moderna e semplicizzata che riprende i costumi e lo stile classico del franchise, introducendo formule di crossover tra altri franchise e, alcune volte, stravolgendo la trama. |
| 18 | Scooby-Doo! ed il mistero del circo                           | Big Top, Scooby-Doo!                                              | 9 ottobre 2012          | 24 ottobre 2012        | Set di film con un'animazione moderna e semplicizzata che riprende i costumi e lo stile classico del franchise, introducendo formule di crossover tra altri franchise e, alcune volte, stravolgendo la trama. |
| 19 | Scooby-Doo e la maschera di Blue Falcon                       | Scooby-Doo! Mask of the Blue Falcon                               | 26 febbraio 2013        | 21 febbraio 2013       | Set di film con un'animazione moderna e semplicizzata che riprende i costumi e lo stile classico del franchise, introducendo formule di crossover tra altri franchise e, alcune volte, stravolgendo la trama. |
| 20 | Scooby-Doo e il palcoscenico stregato                         | Scooby-Doo! Stage Fright                                          | 20 agosto 2013          | 18 settembre 2013      | Set di film con un'animazione moderna e semplicizzata che riprende i costumi e lo stile classico del franchise, introducendo formule di crossover tra altri franchise e, alcune volte, stravolgendo la trama. |
| 21 | Scooby-Doo! e il mistero del wrestling                        | Scooby-Doo! Wrestlemania Mystery                                  | 23 marzo 2014           | 6 maggio 2016 (TV)     | Set di film con un'animazione moderna e semplicizzata che riprende i costumi e lo stile classico del franchise, introducendo formule di crossover tra altri franchise e, alcune volte, stravolgendo la trama. |
| 22 | Scooby-Doo! Frankenstrizza                                    | Scooby-Doo! FrankenCreepy                                         | 19 agosto 2014          | 22 aprile 2016 (TV)    | Set di film con un'animazione moderna e semplicizzata che riprende i costumi e lo stile classico del franchise, introducendo formule di crossover tra altri franchise e, alcune volte, stravolgendo la trama. |
| 23 | Scooby-Doo! Crociera sulla Luna                               | Scooby-Doo! Moon Monster Madness                                  | 17 febbraio 2015        | 29 aprile 2016 (TV)    | Set di film con un'animazione moderna e semplicizzata che riprende i costumi e lo stile classico del franchise, introducendo formule di crossover tra altri franchise e, alcune volte, stravolgendo la trama. |
| 24 | Scooby-Doo e il mistero del Rock'n'Roll                       | Scooby-Doo! and Kiss: Rock and Roll Mystery                       | 21 luglio 2015          | 16 ottobre 2016 (TV)   | Set di film con un'animazione moderna e semplicizzata che riprende i costumi e lo stile classico del franchise, introducendo formule di crossover tra altri franchise e, alcune volte, stravolgendo la trama. |
| 25 | Scooby-Doo! e WWE - La corsa dei mitici Wrestlers             | Scooby-Doo! and WWE: Curse of the Speed Demon                     | 23 luglio 2016          | 15 ottobre 2016 (TV)   | Set di film con un'animazione moderna e semplicizzata che riprende i costumi e lo stile classico del franchise, introducendo formule di crossover tra altri franchise e, alcune volte, stravolgendo la trama. |
| 26 | Scooby-Doo! e il fantasma del ranch                           | Scooby-Doo! Shaggy's Showdown                                     | 14 febbraio 2017        | 16 giugno 2017 (TV)    | Set di film con un'animazione moderna e semplicizzata che riprende i costumi e lo stile classico del franchise, introducendo formule di crossover tra altri franchise e, alcune volte, stravolgendo la trama. |
| 27 | Scooby-Doo! e Batman - Il caso irrisolto                      | Scooby-Doo! & Batman: The Brave and the Bold                      | 9 gennaio 2018          | 9 giugno 2018 (TV)     | Set di film con un'animazione moderna e semplicizzata che riprende i costumi e lo stile classico del franchise, introducendo formule di crossover tra altri franchise e, alcune volte, stravolgendo la trama. |
| 28 | Scooby-Doo! e il Fantasma Rosso                               | Scooby-Doo! and the Gourmet Ghost                                 | 28 agosto 2018          | 27 settembre 2018 (TV) | Set di film con un'animazione moderna e semplicizzata che riprende i costumi e lo stile classico del franchise, introducendo formule di crossover tra altri franchise e, alcune volte, stravolgendo la trama. |
| 29 | Scooby-Doo! e la maledizione del tredicesimo fantasma         | Scooby-Doo! and the Curse of the 13th Ghost                       | 5 febbraio 2019         | 13 settembre 2019 (TV) | Set di film con un'animazione moderna e semplicizzata che riprende i costumi e lo stile classico del franchise, introducendo formule di crossover tra altri franchise e, alcune volte, stravolgendo la trama. |
| 30 | Scooby-Doo! e il ritorno sull'isola degli zombie              | Scooby-Doo! Return to Zombie Island                               | 3 settembre 2019        | 13 settembre 2019 (TV) | Set di film con un'animazione moderna e semplicizzata che riprende i costumi e lo stile classico del franchise, introducendo formule di crossover tra altri franchise e, alcune volte, stravolgendo la trama. |
| 31 | Happy Halloween, Scooby-Doo!                                  | Happy Halloween, Scooby-Doo!                                      | 6 ottobre 2020          | 1 novembre 2020 (TV)   | Set di film con un'animazione moderna e semplicizzata che riprende i costumi e lo stile classico del franchise, introducendo formule di crossover tra altri franchise e, alcune volte, stravolgendo la trama. |
| 32 | Scooby-Doo! Alla corte di Re Artù                             | Scooby-Doo! the Sword and the Scoob                               | 23 febbraio 2021        | 14 giugno 2021 (TV)    | Set di film con un'animazione moderna e semplicizzata che riprende i costumi e lo stile classico del franchise, introducendo formule di crossover tra altri franchise e, alcune volte, stravolgendo la trama. |
| 33 | Viaggio ad Altrove: Scooby-Doo! incontra Leone il cane fifone | Straight Outta Nowhere: Scooby-Doo! Meet Courage the Cowardly Dog | 14 settembre 2021       | 21 dicembre 2021 (TV)  | Set di film con un'animazione moderna e semplicizzata che riprende i costumi e lo stile classico del franchise, introducendo formule di crossover tra altri franchise e, alcune volte, stravolgendo la trama. |
| 34 | Scooby-Doo! contro i Gul                                      | Trick or Treat, Scooby-Doo!                                       | 4 ottobre 2022          | 19 marzo 2023          | Set di film presentati parallelamente e con lo stesso stile della serie animata "Scooby-Doo and Guess Who?". |
| 35 | Scooby-Doo e Krypto!                                          | Scooby-Doo! and Krypto, Too!                                      | 26 settembre 2023       | 1º gennaio 2024 (TV)   | Set di film con un'animazione moderna e semplicizzata che riprende i costumi e lo stile classico del franchise, introducendo formule di crossover tra altri franchise e, alcune volte, stravolgendo la trama. |

### Film d'animazione direct-to-video cancellati

#### Scooby-Doo! and The Haunted High Rise
Scooby-Doo! And The Haunted High Rise è un film d'animazione originariamente previsto per il 2023 ma cancellato dalla Warner Bros. Discovery in seguito al taglio sui costi dei progetti. Nel film, di genere musical e con tre canzoni inedite, la Mystery Inc. avrebbe incontrato le Hex Girls.

### Lungometraggi animati per la TV
| N° | Speciali                           | Titolo originale                       | Data d'uscita originale | Data d'uscita italiana                       |
| -- | ---------------------------------- | -------------------------------------- | ----------------------- | -------------------------------------------- |
| 1  | Scooby-Doo va a Hollywood          | Scooby Goes Hollywood                  | 13 dicembre 1979        | 26 dicembre 1983 (TV)                        |
| 2  | Scooby-Doo e i Boo Brothers        | Scooby-Doo Meets the Boo Brothers      | 19 settembre 1987       | 7 ottobre 1991 (TV), 21 ottobre 2003 (DVD)   |
| 3  | Scooby-Doo e la scuola del brivido | Scooby-Doo and the Ghoul School        | 16 ottobre 1988         | 9 ottobre 1991 (TV), 7 novembre 2002 (DVD)   |
| 4  | Scooby-Doo e il lupo mannaro       | Scooby-Doo! and the Reluctant Werewolf | 13 novembre 1988        | 10 ottobre 1991 (TV), 19 novembre 2002 (DVD) |
| 5  | Scooby-Doo e i misteri d'oriente   | Scooby-Doo! in Arabian Nights          | 3 settembre 1994        | 21 ottobre 2003 (DVD)                        |

### Lungometraggio animato in CGI per il cinema
| N° | Film cinematografici | Titolo originale | Data d'uscita originale    | Data d'uscita italiana     |
| -- | -------------------- | ---------------- | -------------------------- | -------------------------- |
| 1  | Scooby!              | Scoob!           | 15 maggio 2020 (on-demand) | 15 luglio 2020 (on-demand) |

### Sequel cancellato

#### Scoob: Holiday Haunt
Scoob: Holiday Haunt è un film nato come sequel del film Scooby!. Nel giugno 2021 il regista Tony Cervone ha annunciato che tale film era in fase di sviluppo. L'intero team creativo che aveva realizzato il primo film sarebbe dovuto tornare e il film sarebbe stato distribuito nel periodo natalizio del 2022 sulla piattaforma streaming HBO Max. In seguito all'unione di Warner Brothers e Discovery, il film è stato cancellato.

### Puppet Movie
| N° | Puppet Movie                                  | Titolo originale                         | Data d'uscita originale | Data d'uscita italiana |
| -- | --------------------------------------------- | ---------------------------------------- | ----------------------- | ---------------------- |
| 1  | Scooby-Doo! Adventures - La mappa del mistero | Scooby-Doo! Adventures - The Mystery Map | 23 luglio 2013          | 13 maggio 2016 (TV)    |

### Lungometraggi live-action

#### Per il cinema
| N° | Film cinematografici            | Titolo originale                 | Data d'uscita originale | Data d'uscita italiana |
| -- | ------------------------------- | -------------------------------- | ----------------------- | ---------------------- |
| 1  | Scooby-Doo                      | Scooby-Doo                       | 14 giugno 2002          | 28 giugno 2002         |
| 2  | Scooby-Doo 2 - Mostri scatenati | Scooby-Doo 2: Monsters Unleashed | 26 marzo 2004           | 16 aprile 2004         |

#### Per la TV
| N°    | Film televisivi                                | Titolo originale                      | Data d'uscita originale | Data d'uscita italiana |
| ----- | ---------------------------------------------- | ------------------------------------- | ----------------------- | ---------------------- |
| 1 (3) | Scooby-Doo! Il mistero ha inizio               | Scooby-Doo! The Mystery Begins        | 13 settembre 2009       | 19 ottobre 2009        |
| 2 (4) | Scooby-Doo! La maledizione del mostro del lago | Scooby-Doo! Curse of the Lake Monster | 16 ottobre 2010         | 24 maggio 2011         |

#### Spin-off per la TV
| N°    | Film televisivi                                     | Titolo originale | Data d'uscita originale | Data d'uscita italiana |
| ----- | --------------------------------------------------- | ---------------- | ----------------------- | ---------------------- |
| 1 (5) | Daphne & Velma - Il mistero della Ridge Valley High | Daphne & Velma   | 22 maggio 2018          | 9 dicembre 2018        |

### Episodi speciali in DVD
| N° | Episodi speciali in DVD                    | Titolo originale                     | Data d'uscita originale | Data d'uscita italiana |
| -- | ------------------------------------------ | ------------------------------------ | ----------------------- | ---------------------- |
| 1  | Scooby-Doo! I giochi del mistero           | Scooby-Doo! Spooky Games             | 17 luglio 2012          | 18 luglio 2012         |
| 2  | Scooby-Doo! In vacanza con il mostro       | Scooby-Doo! Haunted Holidays         | 16 ottobre 2012         | 4 dicembre 2012        |
| 3  | Scooby-Doo! e il mistero del granturco     | Scooby-Doo! and the Spooky Scarecrow | 10 settembre 2013       | 23 ottobre 2013        |
| 4  | Scooby-Doo! La minaccia del cane meccanico | Scooby-Doo! Mecha Mutt Menace        | 24 settembre 2013       | 13 novembre 2013       |
| 5  | Scooby-Doo! Goal da paura                  | Scooby-Doo! Ghastly Goals            | 13 maggio 2014          | 15 maggio 2014         |
| 6  | Scooby-Doo! e il mostro marino             | Scooby-Doo! and the Beach Beastie    | 5 maggio 2015           | 22 ottobre 2016 (TV)   |

### Speciali animati per la TV
| N° | Speciali                       | Data d'uscita originale | Data d'uscita italiana |
| -- | ------------------------------ | ----------------------- | ---------------------- |
| 1  | The Scooby-Doo Project         | 31 ottobre 1999         | Inedito                |
| 2  | Night of the Living Doo        | 31 ottobre 2001         | Inedito                |
| 3  | Scooby-Doo, Where Are You Now! | 29 ottobre 2021         | Inedito                |

### Corti animati in DVD
| N° | Corto                               | Data d'uscita originale | Data d'uscita italiana |
| -- | ----------------------------------- | ----------------------- | ---------------------- |
| 1  | An Evening with the Scooby-Doo Gang | 8 febbraio 2005         | 19 luglio 2005         |

#### An Evening with the Scooby-Doo Gang
Contenuto nel DVD del film Aloha, Scooby-Doo!, il corto An Evening with the Scooby-Doo Gang mostra la gang alle prese con un talk show dove il presentatore cerca di intervistarli sulla loro carriera come risolutori di misteri. Dopo varie gaffe ed interazioni, la gang si insospettisce dalla invasività delle domande e nota una zip sul collo dell'intervistatore, quindi lo smascherano rivelando un mostro al suo posto. Il corto termina con il mostro che insegue la gang.

### Miniserie TV
| N° | Miniserie                                             | Data d'uscita originale | Data d'uscita italiana |
| -- | ----------------------------------------------------- | ----------------------- | ---------------------- |
| 1  | Those Meddling Kids (o Scooby-Doo: Behind the Scenes) | 24 ottobre 1998         | Inedito                |

#### Those Meddling Kids
Miniserie TV prodotta da Cartoon Network con episodi di 1 minuto in cui vengono intervistati i protagonisti della serie Scooby-Doo. Gli episodi andarono in onda per la prima volta durante una maratona di 25 ore del cartone il 24 ottobre 1998 e la serie ritornò in onda qualche tempo dopo con il nome di Scooby-Doo! Behind the Scenes. Non sono stati distribuiti in Italia.
1. Case One: Those Meddling Kids Get Started
2. Case Two: That Meddling Dog, Scooby-Doo
3. Case Three: Shaggy, That Meddling Hippie
4. Case Four: That Meddling Kid, Daphne
5. Case Five: That Meddling Brain, Velma
6. Case Six: Fred and That Meddling Ascot
7. Case Seven: Those Finger-Pointing Villains
8. Case Eight: Those Meddling Kids, Together Again

### Episodi speciali LEGO per la TV
| N° | Speciali                                   | Titolo originale               | Data d'uscita originale | Data d'uscita italiana |
| -- | ------------------------------------------ | ------------------------------ | ----------------------- | ---------------------- |
| 1  | Scooby-Doo! e il tesoro del Cavaliere Nero | Scooby-Doo! Knight Time Terror | 25 novembre 2015        | 31 ottobre 2015        |

### Lungometraggi animati in CGI "LEGO" per DVD
| N° | Film d'animazione                    | Titolo originale                    | Data d'uscita originale | Data d'uscita italiana |
| -- | ------------------------------------ | ----------------------------------- | ----------------------- | ---------------------- |
| 1  | Scooby-Doo! Fantasmi a Hollywood     | LEGO Scooby-Doo! Haunted Hollywood  | 10 maggio 2016          | 15 ottobre 2016 (TV)   |
| 2  | Scooby-Doo! Grande festa in spiaggia | LEGO Scooby-Doo! Blowout Beach Bash | 11 luglio 2017          | 17 settembre 2017 (TV) |

### Webserie e cortometraggi promozionali
| N° | Webserie                                       | Titolo originale                         | Data d'uscita originale | Data d'uscita italiana |
| -- | ---------------------------------------------- | ---------------------------------------- | ----------------------- | ---------------------- |
| 1  | Inedito                                        | LEGO Scooby-Doo! (webserie)              | 30 luglio 2015          | Inedito                |
| 2  | Lego Dimensions - Scooby-Doo Trailer ufficiale | Scooby-Doo!                              | 19 agosto 2015          | 5 settembre 2016       |
| 3  | Inedito                                        | Scooby-Doo! Mystery Cases                | 25 gennaio 2018         | Inedito                |
| 4  | Inedito                                        | Scooby-Doo! Mini-Mysteries               | 15 febbraio 2019        | Inedito                |
| 5  | Scooby-Doo! Misteri in un minuto               | Scooby-Doo! One Minute Mysteries         | 26 luglio 2019          | 12 agosto 2020         |
| 6  | PLAYMOBIL: Scooby-Doo!                         | Scooby-Doo! Playmobil Mini Mysteries     | 24 gennaio 2020         | 24 aprile 2020         |
| 7  | Scooby-Doo! (videolibri)                       | Scooby-Doo! Read Along                   | 24 luglio 2020          | 30 settembre 2020      |
| 8  | Multiversus - Trailer ufficiale italiano       | Multiversus - Official Cinematic Trailer | 16 maggio 2022          | 17 maggio 2022         |

#### LEGO Scooby-Doo!(webserie)
La miniserie, composta da 16 episodi interamente in stop-motion, viene creata con l'uso dei famosi mattoncini giocattolo per celebrare l'inizio della collaborazione tra Scooby-Doo e LEGO. Il primo episodio viene rilasciato sul sito ufficiale di Scooby-Doo il 30 luglio 2015. La serie è prodotta dalla Warner Bros. Animation e LEGO e pubblicata nei vari siti a loro disposizione. Non sono stati distribuiti in Italia.
1. Scooby-Doo and the Tag-Sale Clue
2. Donuts Save the Day
3. Doorway Debacle
4. Ghoul on Wheels
5. The Getaway
6. Creaky Creep Out
7. Impossible Impostors
8. Trick and Treat
9. Mystery Machine Mash-Up
10. Lighthouse Lunch Break
11. Scary Sleepover
12. Nice Ride
13. If You Build It, Pizza Will Come
14. Mummy Museum Mystery
15. Danger Prone Daphne
16. Wicked Warehouse Pursuit

#### Lego Dimensions - Scooby-Doo Trailer ufficiale
Corto promozionale animato in 2D con lo stesso design usato nei film animati in DVD da Scooby-Doo Abracadabradoo in poi. Il corto serve da pubblicità per il videogame LEGO Dimensions ed è stato tradotto in italiano con gli stessi doppiatori degli ultimi decenni.
1. Lego Dimensions - Scooby Doo Trailer ufficiale

#### Scooby-Doo! Mystery Cases
Serie di corti live-action con l'uso di giocattoli di Scooby-Doo reali, narrati da una voce fuori campo, con la partecipazione di attori bambini. La serie è prodotta dalla Warner Bros. Animation e pubblicata nei vari siti a loro disposizione. Non sono stati distribuiti in Italia.
1. The Case of the Scooby Snack Specter
2. The Case of the Swamp Picnic Showdown
3. The Case of the Speed Vampire
4. The Case of the Monster Birthday
5. The Case of the Party Mayhem
6. The Case of the Ghost in the Theater
7. The Case of the Bad Science Ghost
8. The Case of the Vanishing Van
9. The Case of the Beach Pirate Bonanza
10. The Case of the Very Spooky Cave
11. The Case of the Monster Mansion
12. The Case of the Gift Grabber
13. The Case of the Problematic Pumpkin Pie

#### Scooby-Doo! Mini-Mysteries
Corti animati in stop-motion con l'uso di action figure di Scooby-Doo con effetti sonori e non doppiati. La serie è prodotta dalla Warner Bros. Animation e pubblicata nei vari siti a loro disposizione. Non sono stati distribuiti in Italia.
1. Ice to Meet You
2. Cotton Candy Chaos
3. Beware the Barbecue Bash
4. What's Mine Is Yours

#### Scooby-Doo! Misteri in un minuto
Corti che usano scene di 14 dei 50 episodi inclusi nella collezione rilasciata in DVD e digitale oltreoceano per il 50º anniversario del franchise. Ogni corto narra in 1 minuto un episodio di una delle serie passate del cartone tra Scooby-Doo! Dove sei tu?, The Scooby-Doo Show, Scooby-Doo! Mystery Incorporated e Be Cool, Scooby-Doo!, in tono autoironico. In Italia sono stati rilasciati solamente sei dei quattordici corti, narrati da Francesco Pezzulli e con le voci di Francesco Bulckaen per Fred, Oreste Baldini per Shaggy e Myriam Catania per Daphne, la quale sostituisce temporaneamente Domitilla D'Amico, mentre Velma e Scooby non parlano negli episodi tradotti. I corti sono stati rilasciati sul canale YouTube e sul sito di WB Kids. I titoli dei corti sono i titoli degli episodi in questione che in italiano sono erroneamente stati tradotti letteralmente dall'inglese. Nella seguente lista vi sono i titoli corretti. Inoltre, il nome della webserie è erroneamente citato come "Misteri da un minuto" nei titoli dei video su YouTube.
1. What a Night for a Knight[N 29]
2. L'isola stregata
3. That's Snow Ghost[N 30]
4. Un giorno con Tiki è sempre una festa
5. The Harum Scarum Sanitarium[N 31]
6. The Ghost of the Bad Humor Man[N 32]
7. Scooby-Doo contro vampiri e pipistrelli
8. The Shrieking Madness[N 33]
9. Menace of the Manticore[N 34]
10. Pawn of Shadows[N 35]
11. Fine della storia
12. The House of the Nightmare Witch[N 36]
13. Colpo della Polka
14. Il Conte senza testa

#### PLAYMOBIL: Scooby-Doo!
Corti animati in stop-motion con l'uso degli action-figure della Playmobil di Scooby-Doo. I corti sono stati tradotti anche in italiano, con gli stessi doppiatori degli ultimi decenni, per promuovere la collaborazione tra la Warner Bros. con la compagnia di giocattoli Playmobil e distribuiti sui vari canali a loro disposizione.
1. La Mystery Machine
2. Shaggy e Scooby-Doo

#### Scooby-Doo! (videolibri)
Tre corti interattivi distribuiti da WB Kids in cui vengono narrati tre dei libri tratti dalle varie collezioni di narrativa basati sul franchise. In italiano i corti sono narrati da Alessio Nissolino.
1. Avventura sulle rapide[N 37]
2. Il mistero del faro[N 38]
3. Facciamo del bene insieme, Scooby-Doo[N 39]

#### Multiversus - Trailer ufficiale italiano
Corto promozionale animato in CGI che mostra Shaggy e Velma con uno stile simile al film cinematografico Scooby!. Il corto serve da pubblicità per il videogame crossover MultiVersus ed è stato tradotto in italiano con lo stesso doppiatori di Shaggy degli ultimi decenni. Il videogioco picchiaduro comprende Shaggy e Velma come personaggi giocabili, insieme ad altri personaggi Warner Bros. come Batman, Arya Stark, Bugs Bunny, Garnet, Finn e Jake.
1. Multiversus - Trailer ufficiale italiano

#### Episodi crossover di altre serie televisive
| N° | Episodio                                      | Titolo originale                             | Serie televisiva originale     | Data d'uscita originale | Data d'uscita italiana |
| -- | --------------------------------------------- | -------------------------------------------- | ------------------------------ | ----------------------- | ---------------------- |
| 1  | Everyone Hyde!                                | Everyone Hyde!                               | Blue Falcon e Cane Prodigio    | 11 settembre 1976       |                        |
| 2  | What Now, Lowbrow?                            | What Now, Lowbrow?                           | Blue Falcon e Cane Prodigio    | 18 settembre 1976       |                        |
| 3  | The Wizard of Ooze                            | The Wizard of Ooze                           | Blue Falcon e Cane Prodigio    | 13 novembre 1976        |                        |
| 4  | Bravo Scooby-Doo                              | Bravo Dooby-Doo                              | Johnny Bravo                   | 21 luglio 1997          | 13 ottobre 1998        |
| 5  | Bat-Mite presenta: Batman e i casi più strani | Bat-Mite Presents: Batman's Strangest Cases! | Batman: The Brave and the Bold | 1º aprile 2011          | 5 gennaio 2013         |
| 6  | Scoobynatural                                 | Scoobynatural                                | Supernatural                   | 29 marzo 2018           | 18 gennaio 2020        |
| 7  | La festa dei mostri                           | Monster Party                                | OK K.O.!                       | 21 ottobre 2018         | 4 giugno 2019          |
| 8  | Cartoni Avversari                             | Cartoon Feud                                 | Teen Titans Go!                | 4 ottobre 2019          | dicembre 2019          |
| 8  | I Cacciatori di Fantasmi                      | Frankenhooky                                 | Jellystone                     | 22 febbraio 2022        | 10 marzo 2024          |

Inoltre la gang appare in altre serie e film, tra i quali:
- Nel film in tecnica mista del 2003 Looney Tunes: Back in Action, Scooby e Shaggy appaiono in versione animata per pochi secondi, seduti ad un tavolo negli studi della Warner Bros., insieme all'attore Matthew Lillard, il quale ha interpretato Shaggy nei film Scooby-Doo e Scooby-Doo 2 - Mostri scatenati. Nel segmento autoreferenziale, Shaggy critica l'attore per averlo interpretato in malo modo nei film[48]. Inoltre, nella versione originale Shaggy è doppiato dal suo doppiatore storico Casey Kasem che verrà poi sostituito dallo stesso Matthew dopo il suo ritiro. In italiano, Scooby e Shaggy sono doppiati dai doppiatori, successivamente diventati abituali, Nanni ed Oreste Baldini[49].
- Velma ha un breve cameo nel film The LEGO Movie 2 - Una nuova avventura del 2019[50].

#### Parodie in serie per adulti
- La gang appare al completo o solo alcuni di loro in 10 segmenti di 10 episodi della serie parodistica per adulti Robot Chicken tra il 2005 ed il 2019. Ognuno di questi funge da parodia alla formula delle varie iterazioni del franchise[51]. Nella maggior parte dei casi, i personaggi sono doppiati in lingua originale dal cast dei film Scooby-Doo e Scooby-Doo 2 - Mostri scatenati[52]. In Italia sono stati doppiati i segmenti Giugulare bucherellata, rilasciato su TIMvision il 14 settembre 2016[53], e Montagna di palline al formaggio, rilasciato su Prime Video il 1º gennaio 2022[54][55]. Il doppiaggio italiano delle stagioni rilasciate è stato affidato interamente ai fratelli Nanni, Oreste e Antonella Baldini[56]. I primi due, riprendono rispettivamente i loro ruoli di Scooby e Shaggy, loro doppiatori ufficiali da 15 anni, nel primo segmento. Anche Fred viene doppiato da Nanni e Daphne e Velma da Antonella. Nel secondo segmento, invece, Shaggy e Scooby non hanno dialoghi e Fred, invece, viene doppiato da Oreste, il quale aveva precedentemente doppiato il personaggio trentotto anni prima in Scooby-Doo! Dove sei tu? (ridoppiaggio Rai 2 1984), Speciale Scooby (prima TV italiana il 1984) e Scooby-Doo va a Hollywood (prima TV italiana il 1983).
- Nella serie per adulti Drawn Together, Scooby-Doo appare nell'episodio Toot va a Bollywood, doppiato in originale da James Arnold Taylor e in italiano da Pietro Ubaldi, il quale aveva già prestato la voce al cane nei primi film animati in DVD del franchise. Inoltre, nell'episodio 	Foxxy contro il ministero dell'educazione, il personaggio di Daphne Blake fa un cameo, doppiata in originale da Cree Summer e in italiano da Elisabetta Spinelli[57].
- La serie Harvey Birdman, Attorney at Law presenta un episodio crossover con la gang, Shaggy Busted, nel quale il personaggio principale, essendo un avvocato strampalato, deve liberare Shaggy e Scooby dalle accuse di uso di narcotici. L'episodio non è mai stato trasmesso in Italia ma il cast originale presenta le stesse voci delle serie animate del cartone[58].
- La gang appare in alcuni segmenti della serie parodistica per adulti MADtv, inedita in Italia e doppiata da un cast fisso, o con i doppiatori originali che riprendono i loro ruoli[59]. Gli episodi fungono da parodia alla formula delle varie iterazioni del franchise, talvolta stravolgendola. Uno di questi episodi vede la gang trasportata in Inghilterra nel mondo di Downton Abbey dove s'inbattono in una caricatura britannica di loro stessi.

## Doppiaggio

### Personaggi principali
| Nome personaggio | Doppiatore originale | Doppiatore italiano |
| ---------------- | --- | --- |
| Scooby-Doo       | Don Messick Hadley Kay Neil Fanning Jess Harnell Scott Innes Frank Welker | Enzo Consoli Sergio Gibello Giorgio Gusso Roberto Gammino Antonio Angrisano Pietro Ubaldi Oreste Baldini Nanni Baldini (presente) |
| Shaggy Rogers    | Casey Kasem Billy West Scott Innes Scott Menville Nick Palatas Will Forte Iain Armitage Matthew Lillard                                                                                    | Claudio Sorrentino Massimo Dapporto Toni Garrani Willy Moser Sergio Di Stefano Francesco Vairano Luca Dal Fabbro Simone Mori Sergio Luzi Diego Sabre Nanni Baldini Davide Perino Veleriano Corini Oreste Baldini (presente)                                                                     |
| Fred Jones       | Jim Wise Carl Steven Freddie Prinze Jr. Robbie Amell Scott Innes Pierce Gagnon Zac Efron Frank Welker                                                                                      | Claudio Capone Oreste Baldini Giorgio Locuratolo Danilo Bruni Fabio Boccanera Gianluca Storelli Massimo De Ambrosis Gabriele Calindri Marco Bassetti Marco Vivio Nanni Baldini Luca Ghignone Mattia Moresco Francesco Bulckaen (presente)                                                       |
| Daphne Blake     | Stefanianna Christopherson Heather North Kenney Mary Kay Bergman Kellie Martin Sarah Michelle Gellar Kate Melton Sarah Jeffrey Amanda Seyfried Grey DeLisle                                | Ludovica Modugno Paola Quattrini Emanuela Fallini Simona Ramieri Laura Boccanera Rossella Acerbo Ilaria Latini Jasmine Laurenti Elisabetta Spinelli Giulia Franceschetti Vanda Rapisardi Antonella Baldini Valentina Pallavicino Myriam Catania Nina Zoe Di Naccio Domitilla D'Amico (presente) |
| Velma Dinkley    | Nicole Jaffe Pat Stevens B. J. Ward Marla Frumkin Christina Lange Stephanie D'Abruzzo Linda Cardellini Hayley Kiyoko Ariana Greenblatt Gina Rodriguez Mindy Cohn Kate Micucci Mindy Kaling | Annarosa Garatti Carmen Onorati Patrizia De Clara Rosalinda Galli Lorenza Biella Susanna Fassetta Tiziana Avarista Cinzia Villari Giulia Franzoso Joy Saltarelli Antonella Baldini Jenny De Cesarei Sara Ciocca Rachele Paolelli (presente)                                                     |

### Comprimari
| Nome personaggio                 | Doppiatore originale                                | Doppiatore italiano                                                         |
| -------------------------------- | --------------------------------------------------- | --------------------------------------------------------------------------- |
| Scrappy Doo                      | Lennie Weinrib Don Messick Scott Innes              | Claudio De Angelis Roberto Del Giudice Fabrizio Manfredi Edoardo Nevola     |
| Thorn (Hex Girls)                | Jennifer Hale                                       | Paola Della Pasqua Monica Ward Selvaggia Quattrini Barbara Villa Eva Padoan |
| Dusk (Hex Girls)                 | Jane Wiedlin                                        | Claudia Scarpa Laura Amadei Giulia Tarquini                                 |
| Luna (Hex Girls)                 | Kimberly Brooks                                     | Daniela Debolini> Ludovica Bebi                                             |
| Blue Falcon                      | Gary Owens Troy Baker Jeff Bennett Mark Wahlberg    | Pasquale Anselmo Guido Di Naccio Maurizio Merluzzo Massimo Bitossi          |
| Dynomutt, Cane Prodigio          | Frank Welker Ken Jeong                              | Luigi Scribani Gabriele Sabatini Nanni Baldini                              |
| Batman                           | Olan Soulé Frank Welker Kevin Conroy Diedrich Bader | Giorgio Locuratolo Marco Balzarotti                                         |
| Joker                            | Larry Storch Corey Burton Jeff Bennett Mark Hamill  | Riccardo Peroni Pasquale Anselmo                                            |
| Vincent Van Ghoul                | Vincent Price Maurice LaMarche                      | Sergio Di Stefano Guido Di Naccio                                           |
| Flim Flam                        | Susan Blu Noshir Dalal                              | Alessio Puccio Leonardo Caneva                                              |
| Yabba Doo                        | Don Messick                                         | Dante Biagioni                                                              |
| Dusty                            | Frank Welker                                        | Fabrizio Manfredi                                                           |
| Weerd                            | Arte Johnson                                        | Giorgio Lopez                                                               |
| Bogel                            | Howard Morris                                       | Vittorio Stagni                                                             |
| Red Harrings                     | Scott Menville                                      | Giuliano Santi                                                              |
| Robi                             | Jim Meskimen                                        | Alberto Bognanni                                                            |
| Dott. Phineus Phibes             | Jeff Bennett                                        | Massimo Milazzo                                                             |
| Zio Albert Shagford/Dott. Trebla | Casey Kasem/Scott Menville                          | Oreste Baldini/Sergio Luzi                                                  |

## Fumetti
Il franchise è stato ripreso numerose volte, negli anni, da diverse case editrici di fumetti, tra cui la più importante, e quella che continua a produrne, la DC Comics. La maggior parte dei fumetti non è stata tradotta in italiano.

### Gold-Key Comics - Whitman
- Scooby-Doo... Where Are You?; serie in formula classica (26 volumi, 1970-1972)
- Scooby-Doo... Mystery Comics; serie in formula classica (27 volumi, 1973-1974)

### Marvel Comics
Prima di essere acquistato dalla DC Comics, la Marvel ha posseduto, per un breve periodo, i diritti di pubblicazione del franchise.
- Hanna Barbera's Scooby-Doo; serie in formula classica (9 volumi; 1977-1979)
- Hanna Barbera's Laff-A-Lympics; serie basata su L'olimpiade della risata (13 volumi; 1978-1979)

### Archie Comics
- Scooby-Doo; serie in formula classica (20 volumi, 1995-1997)
- A Pup Named Scooby-Doo: The Pizza Delivery from Beyond / Daphne Has Risen From the Grave; volume singolo con le versioni dei personaggi tratte dalla serie Il cucciolo Scooby-Doo, nella serie di fumetti Hanna Barbera Presents (1995)
- Scrappy-Doo: Puppy Power!; volume singolo con i personaggi di Scooby-Doo, incluso Scrappy-Doo, nella serie di fumetti Hanna Barbera Presents (1999)

### DC Comics
- Scooby-Doo!; serie nella formula classica del cartoon (159 volumi, 1997-2010)
- Scooby-Doo! Where Are You?; continuo della serie precedente nelle cui uscite sono presenti una nuova storia e una ristampa di una della vecchia serie (110 volumi, 2010- presente)
- Scooby-Doo! Team Up; serie che vede la gang unirsi a celebri personaggi del mondo DC e Hanna-Barbera per risolvere misteri (50 volumi, 2013 - 2019)
- Scooby Apocalypse; serie che stravolge la formula del cartoon che vede i personaggi di sempre a combattere veri mostri e venire a capo di un mistero che potrebbe portare alla fine del mondo (36 volumi, 25 aprile 2016 - 10 aprile 2019)
- Scooby-Doo! Mystery Inc.; serie digitale di ristampe di vecchie serie (3 volumi, 27 giugno 2020 - 11 luglio 2020)
- Batman & Scooby-Doo Mysteries[60]; serie crossover che vede Batman e la Scooby gang insieme per risolvere misteri (24 volumi, 13 aprile 2021 - presente) non distribuita in Italia

### De Agostini
- Scooby-Doo! World Of Mystery; serie che vede la gang investigare misteri in tutto il mondo. Include un set di carte uscito in ogni fumetto per un totale di 365 carte. (100 volumi, 2003-2006)

## Narrativa

### Pubblicati in Italia

#### Edizioni Piemme: Il Battello a Vapore
In Italia sono stati pubblicati 33 dei 35 romanzi firmati da James Gelsey per la collezione Scooby-Doo Mysteries, edita da Scholastic, con il nome Misteri a 4 zampe . Negli USA la collana è conclusa già da tempo mentre in Italia Cristina Brambilla (traduttrice dei libri della serie) ha continuato a scrivere altri libri grazie anche alle illustrazioni di Giuseppe Ferrario, Christian Cornia e Luca Bertelè. Oltre ai libri scritti dalla Brambilla, sono stati tradotti 4 libri della serie edita da Capstone You Choose, Scooby-Doo, scritti da Laurie Sutton, sempre parte della collezione Misteri a 4 zampe, contraddistinti dalla dicitura "libro-gioco", le cui storie hanno diversi finali possibili tramite le scelte dal lettore.
I libri hanno come protagonisti sempre gli stessi del cartone, e la Misteri & Affini. Sono adattati a una fascia di età tra i 5 e i 7 anni circa, date le illustrazioni numerose e i caratteri grandi in cui sono scritti.

##### Misteri a 4 zampe
1. Il tesoro sommerso (maggio 2004; riedizione settembre 2015)[N 98]
2. La mummia vivente (maggio 2004; riedizione settembre 2015)[N 98]
3. Lo yeti gigante (maggio 2004; riedizione settembre 2015)[N 98]
4. Il lupo mannaro (maggio 2004; riedizione settembre 2015)[N 98]
5. Il mago malvagio (maggio 2004; riedizione settembre 2015)[N 98]
6. Il castello stregato (maggio 2004; riedizione settembre 2015)[N 98]
7. Il cavaliere senza testa (maggio 2004; riedizione settembre 2015)[N 98]
8. Il vampiro assetato (maggio 2004; riedizione settembre 2015)[N 98]
9. Il fantasma stonato (ottobre 2014; riedizione settembre 2015)[N 98]
10. Il segreto del labirinto (novembre 2004; riedizione settembre 2015)[N 98]
11. Il mostro degli abissi (gennaio 2005; riedizione marzo 2016)[N 98]
12. La bambola stregata (marzo 2005)[N 98]
13. La notte delle magie (aprile 2005)[N 98]
14. Un'estate da brivido (maggio 2005; riedizione marzo 2016)[N 98]
15. Il gorilla fantasma (giugno 2005)[N 98]
16. Il tesoro dello zombie (settembre 2005)[N 98]
17. Il mostro delle caverne (gennaio 2006)[N 98]
18. Lo scheletro volante (marzo 2006; riedizione marzo 2016)[N 98]
19. L'isola dello stregone (giugno 2006)[N 98]
20. Il ritorno di Frankenstein (luglio 2006)[N 98]
21. Lo spettro nel computer (gennaio 2007)[N 98]
22. Il cactus carnivoro (marzo 2007)[N 98]
23. Un lupo allo stadio (giugno 2007; riedizione marzo 2016)[N 98]
24. La minaccia del mostro (luglio 2007)[N 98]
25. In fuga dal Robot (gennaio 2008)[N 98]
26. Paura tra i cowboy (marzo 2008)[N 98]
27. Pericolo al bowling (giugno 2008)[N 98]
28. Il mostro nella rete (luglio 2008)[N 99]
29. Il soffio del dragone (gennaio 2009)[N 99]
30. Il fantasma del teatro (marzo 2009)[N 99]
31. La vendetta dell'alieno (giugno 2009)[N 99]
32. Il segreto dell'uomo nero (luglio 2009; riedizione marzo 2016)[N 99]
33. La pianta mannara (gennaio 2010)[N 99]
34. Un mostro al museo (marzo 2010)[N 99]
35. Terrore in spiaggia (giugno 2010)[N 99]
36. Il cuoco malvagio (luglio 2010)[N 99]
37. Il dinosauro arrabbiato (gennaio 2011)[N 99]
38. Ombre sulla fattoria (marzo 2011)[N 99]
39. La vendetta del cacciatore (maggio 2011)[N 99]
40. Il feroce samurai (luglio 2011)[N 99]
41. La profezia funesta (gennaio 2012)[N 99]
42. I terribili tentacoli (marzo 2012)[N 99]
43. La mostruosa mascotte (maggio 2012)[N 99]
44. L'armatura cigolante (settembre 2012)[N 99]
45. Il legionario senza volto (gennaio 2013)[N 99]
46. Il salice furente (aprile 2013)[N 99]
47. I rottami mutanti (maggio 2013)[N 99]
48. Il concerto spettrale (settembre 2013)[N 99]
49. Il grifone grifagno (gennaio 2014)[N 99]
50. Il mostro melmoso (aprile 2014)[N 99]
51. Il ferroviere ferroso (settembre 2014)[N 99]
52. Il covone collerico (novembre 2014)[N 99]
53. Paura al cimitero (gennaio 2015)[N 99]
54. Il mostro bavoso (marzo 2015)[N 99]
55. La vendetta della tigre (ottobre 2015)[N 99]
56. La sposa fantasma (novembre 2015)[N 99]
57. La nave del pirata fantasma (libro gioco) (marzo 2016)[N 100]
58. Il mistero del minotauro (libro gioco) (marzo 2016)[N 100]
59. Il mostro della laguna (maggio 2016)[N 99]
60. Il teatro stregato (agosto 2016)[N 99]
61. La fattoria degli zombie (libro gioco) (marzo 2017)[N 100]
62. Mostro marino all'attacco (libro gioco) (agosto 2017)[N 100]

##### Gli speciali (cartonati)
- Il tesoro del fantasma (con 3 storie inedite: Il tesoro del fantasma, La minaccia del ninja e Il bellicoso vichingo) (novembre 2005)[N 99]
- La vendetta del corsaro blu (con 3 storie inedite: La vendetta del corsaro blu, La giostra della paura e La finta fattucchiera) (novembre 2006)[N 99]
- La mummia vivente e altre storie (novembre 2007)[N 98]
- Il castello stregato e altre storie (novembre 2008)[N 98]
- Il fantasma stonato e altre storie (novembre 2009)[N 98]
- Il mostro degli abissi e altre storie (novembre 2010)[N 98]
- Il gorilla fantasma e altre storie (novembre 2011)[N 98]
- Lo scheletro volante e altre storie (novembre 2012)[N 98]
- Il mostro nella rete e altre storie (maggio 2014)[N 98]
- Il cactus carnivoro e altri misteri (ottobre 2015)[N 98]
- Il dinosauro arrabbiato e altri misteri (novembre 2016)[N 99]
- Halloween.... Arrivano i mostri! (ottobre 2017)[N 99]

##### Gli speciali (brossura)
- Spavento e paura nel far west (con 2 storie inedite: Il bandito fantasma e Il totem malefico) (giugno 2012)[N 99]
- Spavento e paura sull'isola misteriosa (con 2 storie inedite: L'isola del tesoro e Il tremendo tesoro) (luglio 2013)[N 99]

##### Detective per gioco
- Il mistero del doppio Scooby (ottobre 2016)

##### Barzellette
- Barzellette Brividose (ottobre 2015)

##### Dai 4 anni in su
- Scooby-Doo e i grossi gattoni (settembre 2013)
- Scooby-Doo e il nasone scomparso (settembre 2013)
- Scooby-Doo e la paperella in pericolo (settembre 2013)
- Scooby-Doo e le zampette appiccicose (settembre 2013)

#### Edicart Junior
- Scooby-Doo! Mostri mostruosi (ottobre 2012)
- Scooby-Doo! Notte di Paura (ottobre 2012)

### Pubblicati in America

#### Whitman Tell-A-Tale
- Scooby-Doo at the Zoo di Stella Nathan (1974)

#### Rand McNally
1. Scooby-Doo and the Mystery Monster di Jean Lewis (1975)
2. Scooby-Doo and the Case of the Counterfeit Money di Fern G. Brown (1976)
3. Scooby-Doo and the Headless Horseman di Fern G. Brown (1976)
4. Scooby-Doo and the Old Ship Mystery di Solveig Paulson Russell (1977)
5. Scooby-Doo and the Santa Claus Mystery di Fern G. Brown (1977)

#### Peter Pan Edizioni
I libri di questa serie presentano un LP complementare che narra le storie parola per parola.
1. Scooby-Doo and the Mystery of the Sticky Money (1977)
2. Scooby-Doo and the Mystery of the Strange Paw Prints (1977)
3. Scooby-Doo and the Mystery of the Ghost in the Doghouse (1977)
4. Scooby-Doo and the Mystery of the Rider Without a Head (1977)

#### Ottenheimer Publisher
1. Scooby-Doo in the Haunted House di Horace J. Elias (1980)
2. Scooby-Doo and the Vanishing Volcano di Horace J. Elias (1981)
3. Scooby-Doo & Scrappy Doo: The Thing in the Lake di Horace J. Elias (1981)
4. Scooby-Doo and the Stolen Treasure di Horace J. Elias (1982)
5. Scooby-Doo and the Haunted Doghouse di Horace J. Elias (1983)
6. Scooby-Doo and the Lost Safari di Horace J. Elias (1983)

#### Badger Books
1. Scooby-Doo: The Phantom Parrot di Jennifer Zabel (1983)
2. Scooby-Doo: The Ghostly Apache di Jennifer Zabel (1983)
3. Scooby-Doo: Horror at Hangwood Hall di Jennifer Zabel (1983)
4. Scooby-Doo: The Demon at the Disco di Jennifer Zabel (1983)

#### Landoll's Books
Basati sugli episodi della serie Scooby-Doo! Dove sei tu?.
1. Scooby-Doo Where Are You! A Gaggle of Galloping Ghosts di Dandi Mckall (1995)
2. A Clue for Scooby-Doo di Terry Collins (1999)
3. Scooby-Doo: Spooky Space Kook di Terry Collins (1999)

#### Scholastic

##### Scooby-Doo Mysteries
Trentadue dei trentaquattro libri di questa serie sono stati tradotti in Italiano per la serie Misteri a 4 zampe. I seguenti capitoli non sono stati tradotti.
1. Scooby-Doo! and the Spooky Strikeout di James Gelsey (2000)
2. Scooby-Doo! and the Scary Skateboarder di James Gelsey (2006)

##### Scooby-Doo! Picture Clue Books
1. The Catnapped Caper di Maria Barbo (2000)
2. Search for Scooby Snacks di Robin Wasserman (2000)
3. Dinosaur Dig di Erin Soderberg (2000)
4. The Pizza Place Ghost di Erin Soderberg (2000)
5. Scooby-Doo! Clues at the Carnival di Ivy S. Ip (2001)
6. Baseball Blackout di Ellen Guidone (2001)
7. Parade Puzzle di Michelle H. Nagler (2001)
8. The Haunted Pumpkins di Michelle H. Nagler (2001)
9. Snow Ghost di Robin Wasserman (2001)
10. Vanishing Valentine di Robin Wasserman (2001)
11. The Missing Tooth Mystery di Maria Barbo (2001)
12. Scooby-Doo Meets Bigfoot di Michelle H. Nagler (2002)
13. Treasure Hunt di Maria Barbo (2002)
14. Spooky Sports Day di Erin Soderberg (2002)
15. Sled Race Mystery di Maria Barbo (2002)
16. Stormy Night di Robin Wasserman (2003)
17. Ghost School di Robin Wasserman (2003)
18. The Surf Scare di Michelle H. Nagler (2003)
19. The Shamrock Scare di Courtney Tyo (2004)
20. The Christmas Cookie Case di Maria Barbo (2004)
21. Spy Hunt di Maria Barbo (2005)
22. Scooby-Doo Decodes a Mystery di Shannon Penney (2005)
23. The Scarecrow Mystery di Shannon Penney (2005)
24. The Abominable Snowman di Shannon Penney (2005)
25. The Ghost Town Mystery di Jo Hurley (2005)

##### Scooby-Doo Readers
1. Map in the Mystery Machine di Gail Herman (2000)
2. Disappearing Donuts di Gail Herman (2000)
3. Howling on the Playground di Gail Herman (2000)
4. Ghost in the Garden di Gail Herman (2000)
5. Shiny Spooky Knights di Gail Herman (2000)
6. Mixed-Up Museum di Gail Herman (2000)
7. Snack Snatcher di Gail Herman (2001)
8. Racecar Monster di Gail Herman (2001)
9. Haunted Ski Lodge di Gail Herman (2001)
10. Valentine's Day Dognapping di Gail Herman (2002)
11. Mummies at the Mall di Gail Herman (2002)
12. Sea Monster Scare di Gail Herman (2002)
13. The Apple Thief di Gail Herman (2002)
14. Football Fright di Gail Herman (2002)
15. The Secret Santa Mystery di Gail Herman (2002)
16. Fall Fright di Gail Herman (2005)
17. The Thanksgiving Mystery di Gail Herman (2005)
18. The Camping Caper di Gail Herman (2006)
19. School Play Surprise di Gail Herman (2006)
20. Haunted Halloween Party di Gail Herman (2006)
21. Big Bad Blizzard di Gail Herman (2007)
22. Haunted Road Trip di Gail Herman (2008)
23. Scary Safari di Gail Herman (2008)
24. The Movie Star Mystery di Karl Sturk (2009)
25. Witching Hour di Sonia Sander (2009)
26. International Express di Sonia Sander (2009)
27. Haunted Diner di Mariah Balaban (2010)
28. Cupcake Caper di Sonia Sander (2010)
29. A Very Scary Valentine's Day di Mariah Balaban (2010)
30. Carnival Creep di Sonia Sander (2011)
31. Scooby-Doo on Werewolf Watch di Sonia Sander (2012)
32. Tank of Terrors di Sonia Sander (2012)
33. Keepaway Camp di Sonia Sander (2015)

##### Adattamenti
I libri di questa serie sono ricostruzioni di alcuni dei film del franchise.
1. Scooby-Doo on Zombie Island di Gail Herman (settembre 1998)
2. Scooby-Doo and Zombies Too! di Gail Herman (settembre 1998)
3. Scooby-Doo and the Hex Files di Gail Herman (ottobre 1999)
4. Scooby-Doo and the Witch's Ghost di Gail Herman (ottobre 1999)
5. Scooby-Doo and the Alien Invaders (ottobre 2000)
6. Scooby-Doo and Aliens, Too! (ottobre 2000)
7. Scooby-Doo and the Cyber Chase di Jesse Leon McCann (ottobre 2001)
8. Scooby-Doo: The Complete Movie Scrapbook di Monica Rizzo (maggio 2002)
9. Scooby-Doo: The Movie! di Suzanne Weyn (giugno 2002)
10. Scooby-Doo and the Monster of Mexico di Jesse Leon McCann (ottobre 2003)
11. Scooby-Doo Movie Ultimate Joke Book di T.E.J. Dow / Howie Dewin (ottobre 2002)
12. Scooby-Doo 2: Monsters Unleashed Monster Joke Book di Howie Dewin (gennaio 2004)
13. Scooby-Doo 2: Monsters Unleashed di Suzanne Weyn (marzo 2004)
14. Scooby-Doo 2: Monsters Unleashed - Book of Monsters di Howie Dewin (marzo 2004)
15. Scooby-Doo 2: Monsters Unleashed 8x8 book di Jesse Leon McCann (marzo 2004)
16. Scooby-Doo and the Loch Ness Monster di Jesse Leon McCann (giugno 2004)
17. Aloha Scooby-Doo Sticker Book (gennaio 2005)
18. Aloha Scooby-Doo di Jesse Leon McCann (febbraio 2005)
19. Scooby-Doo! Pirates Ahoy 8x8 Video Tie-In (ottobre 2006)
20. Scooby-Doo! Pirates Ahoy Sticker Book (ottobre 2006)
21. Chill Out, Scooby-Doo! di Sonia Sander (agosto 2007)
22. Scooby-Doo! Curse of the Lake Monster Novel di Laura Dower (2010)
23. Scooby-Doo! Curse of the Lake Monster Picture Book di Sonia Sander (2010)
24. Big Top Scooby-Doo di Sonia Sander (agosto 2012)
25. Big Top Scooby-Doo Junior Novel (agosto 2012)
26. Scooby-Doo! Stage Fright di Kate Howard (luglio 2013)
27. Scooby-Doo! FrankenCreepy (2014)
28. SCOOB! Novelization: A Dog's Best Friend di Tex Huntley (aprile 2020)
29. SCOOB!: Junior Novelization di David Lewman (aprile 2020)

##### Scooby-Doo And You
1. The Case of the Bigfoot Beast di Tracey West (2000)
2. The Case of the Glowing Alien di James Gelsey (2000)
3. The Case of the Theater Phantom di Vicki Erwin (2000)
4. The Case of the Doughy Creature di Jenny Markas (2000)
5. The Case of the Lost Lumberjack di Jesse McCann (2000)
6. The Case of the Haunted Hound di Vicki Erwin (2000)
7. The Case of the Wandering Witch di James Gelsey (2000)
8. The Case of the Wrestler's Ghost di Tracey West (2000)
9. The Case of the Leaping Lion di Jenny Markas (2001)
10. The Case of the Seaweed Monster di James Gelsey (2001)
11. The Case of the Freaky Oil Fiend di James Gelsey (2001)
12. The Case of the Angry Alligator di James Gelsey (2001)
13. The Case of the Batty Vampire di Suzanne Weyn (2001)
14. The Case of the Purple Knights di James Gelsey (2001)
15. The Case of the Singing Ghost di James Gelsey (2001)
16. The Case of the Spinning Spider di Vicki Erwin (2001)
17. The Case of Headless Henry di Jenny Markas (2001)
18. The Case of the Dr. Jenkins and Mr. Hyde di James Gelsey (2001)
19. The Case of the Creepy Camp di Jesse Leon McCann (2001)
20. The Case of the Television Monster di James Gelsey (2001)
21. The Case of the Living Doll di Tracey West (2001)
22. The Case of the Mad Mermaid di Jesse Leon McCann (2001)
23. The Case of the Monstrous Mutt di Jenny Markas (2001)
24. The Case of the Terrifying Pterodactyl di Jenny Markas (2001)

##### Scooby-Doo's Super Case Books
1. Scooby-Doo's Super Case Book di Vicki Erwin / Suzanne Weyn (2002)
2. Scooby-Doo's Super Case Book II di Suzanne Weyn (May 2004)

##### Scooby-Doo Case Files
1. The Devilish Donut di James Gelsey (2007)
2. The Summer Camp Cyclops di James Gelsey (2007)
3. The Scary Scooby di James Gelsey (2007)
4. The No-Good Knight di Jo Hurley (2008)

##### Scooby-Doo Mysteries di Kate Howard
Trilogia per ragazzi, con misteri più complessi e storie più lunghe degli altri libri.
1. The Hotel of Horrors (2012)
2. The Frozen Giant (2012)
3. The Haunting of Pirate Cove (2013)

##### Daphne & Velma
Trilogia per ragazzi con protagonista Daphne Blake e Velma Dinkley al liceo, impegnate con amicizia, amori e misteri. Il resto della gang sono personaggi ricorrenti insieme alle Hex Girls.
1. The Vanishing Girl di Josephine Ruby (marzo 2020)
2. The Dark Deception di Morgan Baden (luglio 2020)
3. Buried Secrets di Morgan Baden (giugno 2021)

##### Altri
- Scooby-Doo and the Fiendish Funfair di Jesse Leon McCann (1998)
- Scooby-Doo and the Mystery Mall di Jesse Leon McCann (1998)
- Scooby-Doo and the Halloween Hotel Haunt di Jesse Leon McCann (1999)
- Scooby-Doo and the Weird Waterpark di Jesse Leon McCann (2000)
- Scooby-Doo and the Eerie Ice Monster di Jesse Leon McCann (2000)
- Scooby-Doo and the Opera Ogre di Jesse Leon McCann (2001)
- Scooby-Doo in Jungle Jeopardy di Jesse Leon McCann (2001)
- Scooby-Doo and the Campfire Mystery di Julie Komorn (2002)
- Scooby-Doo and the Marsh Monster di Jesse Leon McCann (2002)
- Scooby-Doo and the Phantom Cowboy di Jesse Leon McCann (2002)
- Scooby-Doo and the Invisible Android di Jesse Leon McCann (2002)
- Scooby-Doo and the Haunted Lab di Jesse Leon McCann (2002)
- Scooby-Doo and the Trick-or-Treat Thief di Jesse Leon McCann (2002)
- Scooby-Doo! Scooby...Don't! di Lisa Ann Marsoli (2003)
- Scooby-Doo! The Sneaky Easter Thief di Jesse Leon McCann (2003)
- Scooby-Doo and the Ghastly Giant di Jesse Leon McCann (2003)
- Scooby-Doo! Haunted Halloween Mask di Jesse Leon McCann (2003)
- Snowman Showdown di Joy Brewster (2004)
- Mean, Green, Mystery Machine di James Gelsey (2004)
- The Roller Ghoster di Joy Brewster (2004)
- Scooby-Doo and the Tiki's Curse di Jesse Leon McCann (2004)
- Scooby-Doo and the Soccer Monster di Jesse Leon McCann (2005)
- Scooby-Doo and the Werewolf di Jesse Leon McCann (2004)
- Scooby-Doo and the Phantom Prankster di Jo Hurley (2005)
- Scooby-Doo and the Samurai Ghost di Jesse Leon McCann / Dan Davis (2005)
- Scooby-Doo and the Creepy Chef di Jesse Leon McCann / Dan Davis (2005)
- Scooby-Doo and the Hungry Ghost di Scott Cunningham (2005)
- Scooby-Doo and the Fishy Phantom di Jesse Leon McCann (2006)
- Scooby-Doo and the Rock 'n' Roll Zombie di Jesse Leon McCann (2007)
- Scooby-Doo! Museum Madness di Jesse Leon McCann (2008)
- Scooby-Doo and the Rotten Robot di Mariah Balaban (2009)
- Scooby-Doo and the Scary Snowman di Mariah Balaban (2009)
- Scooby-Doo and the Thanksgiving Terror di Mariah Balaban (2010)
- Scooby-Doo! A Haunted Halloween di Lee Howard (2011)
- Scooby-Doo! Mystery Incorporated: Beware the Beast from Below di Scott Neely (2011)
- Scooby-Doo! A Merry Scary Holiday di Lee Howard (2011)
- Scooby-Doo! Camp Fear di Lee Howard (2012)
- Scooby-Doo! Dino Destruction di Lee Howard (2013)

#### Play A Sounds Books
1. Scooby-Doo, Where Are You? di Jesse Leon McCann (2000)
2. Scooby-Doo! Mystery di Charles Carney (2002)
3. Scooby-Doo! Message in a Bottle (2004)
4. Scooby-Doo! S'mores Mystery (2007)
5. Scooby-Doo! Mystery Time (2007)

#### Little Golden Books
1. Scooby-Doo! The Haunted Carnival di Ronald Kidd (1999)
2. Scooby-Doo and the Alien Invaders di Scott Neely (2000)
3. Scooby-Doo! Mystery Adventures di Scott Neely (2000)
4. Scooby-Doo and the Cyber Chase di Scott Neely (2001)
5. Scooby-Doo: That's Snow Ghost (2001)
6. Scooby-Doo and the Pirate Treasure (2020)

#### Titan Books

##### Scooby-Doo Mini Graphic Novels
1. Scooby-Doo and the Haunted House (2004)
2. Scooby-Doo and the Creepy Cruise (2004)
3. Scooby-Doo and the Mummy Mystery (2004)

#### Grosset and Dunlap

##### Puppy Scooby-Doo Sticker Stories
1. Hide and Go Seek (2006)
2. Time to Play di Siobhan Ciminera / Keith Faulkner (2006)
3. Easter Showers di June Eding (2007)
4. Puppy Fun (2007)
5. The Mysterious Pup (2007)
6. A Yummy Mystery di Siobhan Ciminera / Keith Faulkner (2007)
7. Summer Splash (2007)
8. Love Your Pup di Siobhan Ciminera (2007)

#### Hallmark
1. Scooby-Doo! Who Are You? di André Du Broc (December 2012)
2. Scooby-Doo and the Mysterious Map di André Du Broc (2013)
3. Scooby-Doo and the Pizza Prowler di André Du Broc (2013)
4. Scooby-Doo! Finds a Clue di André Du Broc (2013)

#### Abdo Publishing
1. Scooby-Doo and the Mummy's Curse di Jesse Leon McCann (2010)
2. Giddy Up, Scooby-Doo di Lee Howard (2015)
3. Scooby-Doo and the Battle of the Snowboarders di Sonia Sander (2015)
4. Scooby-Doo and the Snow Monster Mystery di Sonia Sander (2015)
5. Scooby-Doo in Bake Off Mayhem di Lee Howard (2015)
6. Scooby-Doo and the Big Catch di Sonia Sander (2015)
7. Scooby-Doo in Monkey See, Monkey Doo di Lee Howard (2015)
8. Scooby-Doo in Raging River Adventure di Sonia Sander (2015)[N 101]
9. Scooby-Doo Steals the Dog Show di Sonia Sander (2015)
10. Scooby-Doo! The Chocolate Phantom di Sonia Sander (2015)
11. Scooby-Doo in Food Fight! di Sonia Sander (2015)
12. Scooby-Doo and the High Tech House of the Future di Lee Howard (2015)
13. Scooby-Doo in Mummy Scares Best di Lee Howard (2015)
14. Scooby-Doo in There's No Creature Like Snow Creature di Lee Howard (2015)
15. Scooby-Doo and the Unnatural di Lee Howard (2015)
16. Scooby-Doo in the Coolsville Contraption Contest di Annie Auerbach (2016)

#### Capstone

##### You Choose Scooby-Doo
Quattro dei libri di questa collezione sono stati tradotti in italiano per la serie Misteri a 4 zampe.
1. Case of the Cheese Thief di J.E. Bright (febbraio 2014)
2. Mystery of the Maze Monster di John Sazaklis (febbraio 2014)
3. The Terror of the Bigfoot Beast di Laurie S. Sutton (aprile 2014)
4. The Secret of the Sea Creature Laurie S. Sutton (aprile 2014)
5. The Ghost of the Bermuda Triangle di Laurie S. Sutton (luglio 2014)
6. The Mystery of the Aztec Tomb di Laurie S. Sutton (agosto 2014)
7. The House on Spooky Street di Laurie S. Sutton (gennaio 2015)
8. The Fright at Zombie Farm di Laurie S. Sutton (gennaio 2015)
9. The Secret of the Flying Saucer si Laurie S. Sutton (agosto 2015)
10. The Curse of Atlantis di Laurie S. Sutton (agosto 2015)
11. The Case of the Fright Flight di Michael Anthony Steele (marzo 2016)
12. The Mystery of Mayhem Mansion di Matthew K. Manning (marzo 2016)
13. The Case of the Clown Carnival di Laurie S. Sutton (febbraio 2017)
14. The Salem Witch Showdown di Matthew K. Manning (febbraio 2017)

##### Solve it with Scooby-Doo
1. Scooby-Doo! An Even or Odd Mystery; The Case of the Oddzilla di Mark Weakland (2014)
2. Scooby-Doo! A Number Comparisons Mystery: The Case of the Lunchroom Gobbler di Mark Weakland (2014)
3. Scooby-Doo! An Addition Mystery: The Case of the Angry Adder di Mark Weakland (2014)
4. Scooby-Doo! A Subtraction Mystery: The Case of the Disappearing Doughnuts di Mark Weakland (2014)
5. Scooby-Doo! An Estimation Mystery: The Case of the Greedy Ghost di Heather & Thomas Adamson (2017)
6. Scooby-Doo! A Time Mystery: The Case of the Spinning Spook di Heather & Thomas Adamson (2017)

##### Scooby-Doo solves it with stem Mysteries
1. Scooby-Doo! A Science of Energy Mystery: The High-Voltage Ghost di Megan Cooley Peterson (2016)
2. Scooby-Doo! A Science of Sound Mystery: A Song for Zombies di Megan Cooley Peterson (2016)
3. Scooby-Doo! A States of Matter Mystery: Revenge from a Watery Grave di Megan Cooley Peterson (2016)
4. Scooby-Doo! A Science of Forces and Motion Mystery: The Rogue Robot di Megan Cooley Peterson (2016)
5. Scooby-Doo! A Science of Magnetism Mystery: The Magnetic Monster di Megan Cooley Peterson (2017)
6. Scooby-Doo! A Science of Light Mystery: The Angry Alien di Megan Cooley Peterson (2017)
7. Scooby-Doo! A Science of Chemical Reactions Mystery: The Overreacting Ghost di Megan Cooley Peterson (2017)
8. Scooby-Doo! A Science of Electricity Mystery: The Mutant Crocodile di Megan Cooley Peterson (2017)

##### Scooby-Doo! Comic Chapter Books
1. Mystery of the Mist Monster di Matthew K. Manning (2016)
2. Secret of the Haunted Cave di Matthew K. Manning (2016)
3. Legend of the Gator Man di Laurie S. Sutton (2016)
4. Curse of the Stage Fright di Steve Korte (2016)

##### Scooby-Doo Beginner Mysteries
1. Monster Mutt Madness di Michael Anthony Steele (2017)
2. Vampire Zoo Hullaballoo di Michael Anthony Steele (2017)
3. Creepy Cowboy Caper di Michael Anthony Steele (2017)
4. Skeleton Crew Showdown di Michael Anthony Steele (2017)

##### Unearthing Ancient Civilizations With Scooby-Doo
1. Scooby-Doo and the Cliff Dwellings of Mesa Verde: The Ghostly Gaze di Mark Weakland (2018)
2. Scooby-Doo and the Buried City of Pompeii: The Ghastly Guide di Mark Weakland (2018)
3. Scooby-Doo and the Pyramids of Giza: The Phantom Pharaohs di Mark Weakland (2018)
4. Scooby-Doo and the Ruins of Machu Picchu: The Hidden City Howler di Mark Weakland (2018)

#### Picture Window Books

##### Scooby-Doo! Mini Mysteries
1. Funland Frights di John Sazaklis (2021)
2. Big Top Bandit di John Sazaklis (2021)
3. Spooky Space Ghost di John Sazaklis (2021)
4. Ski Trip Terror di John Sazaklis (2021)
5. The Captain's Curse di John Sazaklis
6. Monster Marsh di John Sazaklis
7. The Gold Miner's Ghost di John Sazaklis
8. Redbeard's Revenge di John Sazaklis

#### Stone Arch Books

##### Batman And Scooby-Doo Mysteries
La gang continua la sua collaborazione con il personaggio DC, Batman.
1. The Crazy Convention Caper di Michael Anthony Steele (2021)
2. The Case of the Cursed Crop di Michael Anthony Steele / Dario Brizuela (2021)
3. The Chilling Ice Rink Escapade di Michael Anthony Steele / Dario Brizuela (2021)
4. Escape from Mystery Island di Michael Anthony Steele (2021)

#### Altri
- Scooby-Doo: Hanna-Barbera Family Favorites di Etta Wilson (1990)
- Scooby-Doo & You: Fun in the Sun di Laura Dower (1999)
- Scooby-Doo's Guide to Life di Laura Dower (1999)
- Extreme Scooby! The Ultimate Scooby-Doo Trivia Book di Jesse Leon McCann (1999)
- Your Scooby-Doo Detective Book: How to Be a Super Sleuth di Randal Stevens (January 2000)
- Scooby-Doo! Ultimate Trivia Book Mini 8-page version(2000)
- Look and Find Scooby-Doo! di Emily Thorton Calvo / Joel Sadak (2000)
- Scooby-Doo! The Pyramid Mystery di Yvette Lodge ~ Edito da Dalmatian Press, 2002
- Scooby-Doo! The Mystery Solver's Handbook Published ~ edito da Running Press
- Scooby-Doo! The Truth Behind Mummies di Mark Weakland (2015)
- Scooby-Doo! The Truth Behind Ghosts di Terry Collins (2015)
- Scooby-Doo Unmasks Monsters: The Truth Behind Zombies, Werewolves & Other Spooky Creatures di Mark Weakland / Terry Collins (2015)
- Scooby-Doo's Laugh Out Loud Jokes di Michael Dahl (2015)
- Scooby-Doo in the Lighthouse Mystery di Gail Herman ~ libro edito da Spotlight, 2015[N 101]
- Scooby-Doo in Up, Up, and Away! di Gail Herman ~ libro edito da Spotlight, 2015
- Doo Good Together, Scooby-Doo di Christanne Jones ~ libro edito da Capstone, 2019[N 101]
- Scooby-Doo Cookbook di Katrina Jorgensen ~ libro di cucina edito da Capstone, gennaio 2020

#### Guide di riferimento ufficiali sul franchise
- Scooby-Doo Character Reference Guide Part 1 di Joe LoCicero (1995)
- Scooby-Doo Character Reference Guide Part 2 di Joe LoCicero (1995)
- Scooby-Doo! The Essential Guide di Glenn Dakin (2004)
- What is the Story of Scooby-Doo? di M.D. Payne (2019)
- Scooby-Doo Encyclopedia di Benjamin Bird (2019)

## Produzioni teatrali
Il franchise ha anche ricevuto alcune trasposizioni teatrali negli ultimi decenni:
- Scooby-Doo in Stagefright (2001-05; con tour mondiali nel 2005, 2007 e 2009);
- Scooby-Doo and the Pirate Ghost (2009);
- Scooby-Doo! Il Mistero della Piramide (Scooby-Doo The Mystery of the Pyramid) (2012-14), presentato in Italia dal 30 novembre 2013 al 16 febbraio 2014[61];
- Scooby-Doo Live! Musical Mysteries (2013);
- Scooby-Doo! El Museo de Cera - El Musical (2014-2016 Parque Warner Madrid)
- Scooby-Doo Live! Level Up (2016);
- Scooby-Doo and the Lost City of Gold (2020), posticipato.

## Videogiochi
Elenco approssimativo dei videogiochi su Scooby-Doo prodotti con licenza ufficiale:
- Scooby-Doo's Maze Chase (1983) per Intellivision
- Scooby-Doo o Scooby-Doo in the Castle Mystery (1986) per Amstrad CPC, Commodore 16, Commodore 64, ZX Spectrum
- Scooby-Doo and Scrappy-Doo o Scooby & Scrappy-Doo (1991) per Amiga, Amstrad CPC, Atari ST, Commodore 64, ZX Spectrum
- Hanna-Barbera's Cartoon Carnival (1993) per CD-i, Macintosh, Windows 3.x
- Scooby-Doo Mystery (1995) per SNES, Mega Drive
- Scooby-Doo!: Mystery of the Fun Park Phantom (1999) per Windows
- Scooby-Doo!: Show Down in Ghost Town (2000) per Windows
- Scooby-Doo! Classic Creep Capers (2000) per Nintendo 64
- Scooby-Doo!: Jinx at the Sphinx (2001) per Windows
- Scooby-Doo!: Classic Creep Capers (2001) per Game Boy Color
- Scooby-Doo!: Phantom of the Knight (2001) per Windows
- Scooby-Doo and the Cyber Chase (2001) per PlayStation e Game Boy Advance
- Scooby-Doo (2002) per Game Boy Advance
- Scooby-Doo!: Night of 100 Frights (2002) per GameCube, PlayStation 2, Xbox
- Scooby-Doo!: Case File#1 - The Glowing Bug Man (2002) per Windows
- Scooby-Doo!: Case File N°2 - The Scary Stone Dragon  (2003) per Windows
- Monsters Unleashed (2004) per Game Boy Advance
- Monsters Unleashed (2004) per Windows
- Scooby-Doo!: Mystery Mayhem (2004) per GameCube, PlayStation 2, Xbox
- Scooby-Doo!: Unmasked (2005) per GameCube, PlayStation 2, Xbox
- Scooby-Doo!: Unmasked (2005) per Nintendo DS
- Scooby-Doo! Who's Watching Who (2006) per Nintendo DS, PSP
- Scooby-Doo!: Case File#3 - Frights! Camera! Mystery! (2007) per Windows
- Scooby-Doo! Le origini del mistero (2009) per Nintendo DS, PlayStation 2, Wii, Windows
- Scooby-Doo! E la palude del mistero (2010) per Nintendo DS, PlayStation 2, Wii, Windows
- Scooby-Doo! & Looney Tunes Cartoon Universe: Adventure (2014) per Nintendo 3DS, Windows
- LEGO Dimensions (2015) per Playstation 4, Xbox One, Wii U, Xbox 360 e Playstation 3.
- Scooby-Doo Mystery Cases (2019) app per Android e Apple.
- MultiVersus (2022) per Microsoft Windows, PlayStation 4, PlayStation 5, Xbox One e Xbox Series X/S.